# Régiment d'Auvergne
Le régiment d’Auvergne est un régiment d'infanterie du royaume de France, créé en 1597 sous le nom de régiment du Bourg de Lespinasse, est l'une des plus anciennes unités militaires, l'un des cinq Petits Vieux, devenu à partir de la Révolution le 17e régiment d'infanterie de ligne.

## Création et différentes dénominations
- 6 mars 1597 : création du régiment du Bourg de Lespinasse[1] par brevet[2] délivré par Henri IV.
- 1619 : Il prend le nom de régiment de La Suze
- 1620 : Il prend le nom de régiment de Lauzières
- décembre 1621 : Le régiment d'Estissac (1615-1621) est incorporé par le régiment du Bourg de Lespinasse, mais prend le nom de régiment d'Estissac.
- 1629 : Il prend le nom de régiment de Marsillac
- 1631 : Il prend le nom de régiment de Leuville
- 1633 : devient le régiment de Maugiron
- 15 septembre 1635 : Le régiment de Maugiron obtient le drapeau blanc[3] et prend le nom de régiment d'Auvergne.
- 18 avril 1776 : Le régiment d'Auvergne est dédoublé. 
Les 1er et 3e bataillons conservent le titre, les drapeaux et le costume du régiment d'Auvergne. 
Les 2e et 4e bataillons du régiment forment le régiment de Gâtinais[4] Ce nouveau régiment a les parements et les revers violets, le collet jaune et les boutons blancs. Ses drapeaux, noir et violet, ont leurs couleurs disposées comme ceux du régiment d'Auxerrois[5].
- 1er janvier 1791 : tous les régiments prennent un nom composé du nom de leur arme avec un numéro d’ordre donné selon leur ancienneté. Le régiment d’Auvergne devient le 17e régiment d'infanterie de ligne.

## Mestres de camp et colonels
- 6 mars 1597 : Antoine du Maine, baron du Bourg de Lespinasse[Note 1]
- Février 1619 : Gaspard de Champagne, comte de La Suze
- 1620 : Charles, marquis de Lauzières
- 20 décembre 1621 : Benjamin de La Rochefoucauld, comte d'Estissac[6]
- 1er mai 1629 : François de la Rochefoucauld, prince de Marsillac[7]
- 24 mars 1631 : Louis Olivier marquis de Leuville[8],[9]
- 1er mars 1633 : Claude, comte de Maugiron[10]
- 15 septembre 1635 : Claude, comte de Maugiron[10]
- 13 mars 1641 : Balthazar, comte de La Roüe
- Mars 1645 : Antoine de Gobelin, marquis de Brinvilliers
- 1647 : N. de Cossart, baron d'Espiès
- 4 juin 1650 : Jean-Louis de Louët, marquis de Calvisson[Note 2]
- Septembre 1655 : N. de Forbin, marquis de Janson
- 1661 : N. Le Bouteillier de Senlis, comte de Moussy[Note 3],[11]
- 1664 : Paul de Saint-Aignan, comte de Séry[Note 4]
- 1666 : Charles Honoré d'Albert de Luynes, duc de Chevreuse
- 1670 : François-Annibal d'Estrées, marquis de Cœuvres
- 24 avril 1680 : Nicolas, marquis de Nicolai de Presle
- 15 janvier 1695 - décembre 1702 : Claude-François de Bouthillier, marquis de Chavigny[Note 5]
- 1er avril 1703 : Jean-Louis de Wassinghac, chevalier d'Imécourt[Note 6]
- 4 janvier 1705 : David d'Alba[12]
- 5 juin 1716 : Georges-Jacques, comte de Clermont d'Amboise[Note 7]
- 15 juin 1734 : Georges-Erasme, marquis de Contades
- 21 février 1740 : Armand-Henri, marquis de Clermont-Gallerande[Note 8]
- 6 mars 1743 : Emmanuel-Félicité de Durfort, duc de Duras[Note 9]
- 26 mai 1745 : César-François de Beauvoir, marquis de Chatellux[13]
- 7 mars 1759 : Jean-Baptiste-Donatien de Vimeur, marquis de Rochambeau
- 20 février 1761 : Charles-François-Ferdinand, marquis de Champagne-Chapton
- 4 août 1771 : Mathieu-Paul-Louis de Montmorency, vicomte de Laval
- 10 mars 1788 : Sophie-Jacques, marquis de Courbon-Blénac
- 25 juillet 1791 : Guillaume Mathieu Dumas de Saint-Marcel[14]

## Campagnes et batailles

### Régiment du Bourg de Lespinasse (1597-1619)

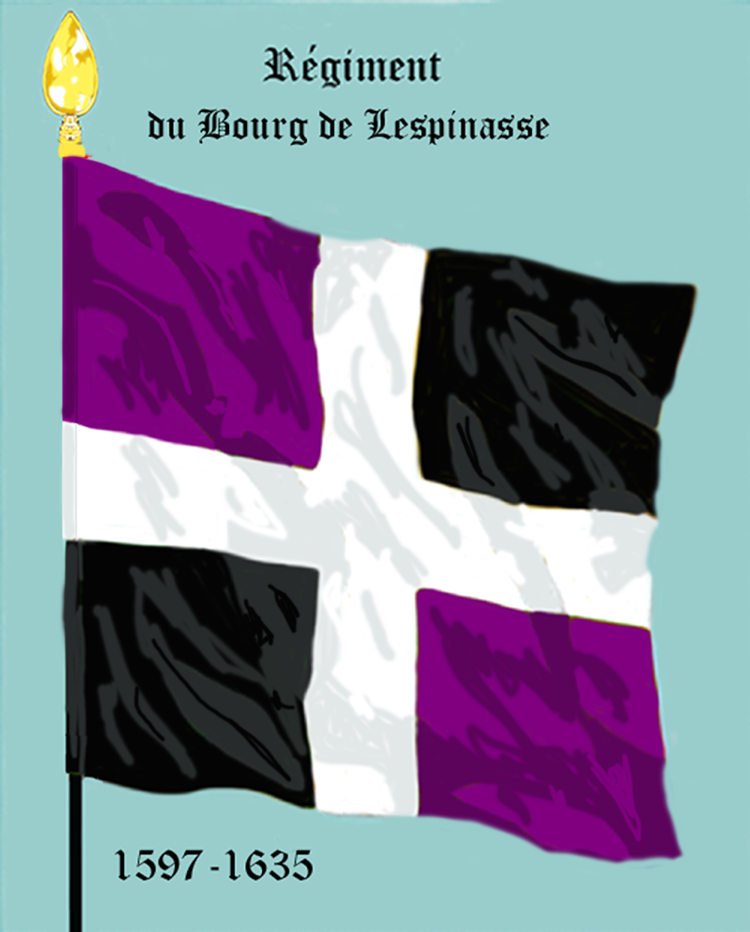
régiment du Bourg de Lespinasse de 1597 à 1635

#### Guerres de religion
La première action du régiment eut lieu durant la huitième guerre de religion (1585–1598) à Amiens. Créé le 6 mars 1597, le régiment du Bourg de Lespinasse est envoyé dès le 11 pour assiéger Amiens qui avait été prise par surprise la veille par l'ennemi.
Après la capitulation de la ville le 25 septembre 1597 le régiment resta en poste dans la Picardie jusqu'au 6 mai 1598 date à laquelle il fut réformé et réduit à une compagnie. Il est envoyé en garnison dans la province du Lyonnais, d'où était originaire son mestre de camp Antoine du Maine, baron du Bourg de Lespinasse.

#### Guerre franco-savoyarde
Le 3 avril 1600, à la suite d'un nouveau brevet délivré par Henri IV, le baron du Bourg de Lespinasse, rétablit le régiment et participe à la guerre de Savoie.
Le 14 août Henri IV déclare la guerre à la Savoie et le régiment, fort de 200 hommes, est envoyé, dans le marquisat de Saluces convoité par le duc de Savoie Charles-Emmanuel Ier. Le régiment, incomplet, harcelé, ne pouvant atteindre le marquisat, le mestre de camp décide de retourner à Lyon compléter le régiment puis se dirige sur Grenoble pour participer à l'expédition de Savoie.
Il se distingue à partir du
- 23 août lors des sièges de Chambéry puis de
- Montmélian[16] qui capitule le 16 novembre.

Le Traité de Lyon du 17 janvier 1601 met fin au conflit et le régiment est de nouveau réduit à la compagnie de mestre de camp.

#### Complot de Biron
Le régiment est réorganisé le 31 mai 1602, en raison de la découverte du complot du maréchal de Biron et du duc de Bouillon, qui se sont alliés à l'Espagne et à la Savoie pour renverser Henri IV.
Il est envoyé pour réprimer les troubles de Metz. Le roi séjournera dans la ville du 15 au 21 mars 1603 dans le but d'apaiser la révolte de ses habitants qui s'étaient mutinés contre Roger de Comminges sieur de Saubole que le duc d'Épernon leur avait imposé comme gouverneur.
Le calme revenu, le régiment est, pour la troisième fois, réduit en 1604.

#### Guerre de Quatre-Vingts Ans
Durant la guerre de Quatre-Vingts Ans, en 1605, le prince Philippe-Guillaume d'Orange, époux d'Éléonore de Bourbon-Condé, se mit sous la protection du roi de France et demanda à récupérer la citadelle d'Orange qui lui avait été cédée par son père, Guillaume Ier. La citadelle était tenue par le marquis de Blacons, qui ne voulait pas la céder, prétextant qu'il ne cèderait pas à un seigneur catholique et renforça même la garnison. Le roi de France ordonne alors à François de Bonne de Lesdiguières de faire en sorte que la forteresse soit rendue au prince. Citation|Lesdiguières prenant le régiment de Bourg, qui était en garnison dans la province, avec 3 canons et 2 000 hommes de pied qu'il leva à ses dépens, se mit en état de faire ce qui lui était ordonné. Le marquis de Blacons envoya un messager à Lesdiguières et les deux parties se rencontrèrent à Montélimar ou Blacons remis la citadelle au pouvoir du prince d'Orange.
Le régiment resta ensuite dans les provinces de Bresse et du Lyonnais

#### Guerre de succession de Montferrat
En 1613, devant les vues belliqueuses du duc de Savoie envers les possessions de Montferrat appartenant à Ferdinand de Mantoue, Louis XIII fait mettre en mouvement ses troupes pour aller au secours du duc de Mantoue. C'est le début de la guerre de succession de Montferrat. Le régiment du Bourg de Lespinasse se met en mouvement vers la Provence afin de gagner Montferrat par Savone. Ce mouvement de troupe invite Charles-Emmanuel Ier de Savoie à rester tranquille.

#### Seconde guerre civile
En avril 1615, les princes avec Condé à leur tête, allument la seconde guerre civile.
Le régiment du Bourg alors attaché à l'armée du maréchal Urbain de Laval Boisdauphin, prend part aux sièges de Creil et de Sens avant d'être envoyé en direction de la Guyenne. La signature du traité de Loudun entre Marie de Médicis et les nobles rebelles mettant fin à la guerre civile, le régiment est réduit à une compagnie le 6 mai 1616.
Fin août 1616, certains Grands engagent un conciliabule contre Concini et la reine-mère. Richelieu fait alors arrêter Henri II de Bourbon-Condé, déclenchant une nouvelle guerre civile.
Antoine du Maine, baron du Bourg de Lespinasse rétablit son régiment le 27 août 1616 qui est rattaché au maréchal de Montigny commandant en chef des troupes du Bourbonnais. Le régiment se retrouve aux
- Siège de Donzy
- Siège d'Autrain[19]

et d'autres petites places de la province tenues par les alliés du prince de Condé.

### Régiment de La Suze (1619-1620)
En 1619, il perdit son mestre de camp et créateur Antoine du Maine, baron du Bourg de Lespinasse qui fut remplacé par Gaspard de Champagne, comte de La Suze époux d'une petite-fille de l'amiral de Coligny.

### Régiment de La Lauzières (1620-1621)
En 1620, « Montbrun s’étoit soulevé dans le Dauphiné, et ayant entrepris sur la ville de Grenoble, le comte de La Suze, esprit inquiet et factieux, huguenot, se joignit à lui. Il fut remplacé par Pons Charles de Lauzières, marquis de Thémines, second fils du maréchal de Thémines ».
Le régiment reste en poste dans le Duché de Bourbon de 1616 jusque 1621.

#### Rébellions huguenotes
En 1621, lors des rébellions huguenotes, le marquis de Lauzières conduit son régiment au
- siège de Saint-Jean-d'Angély. Il arrive sur place le 10 juin. Le 14 il repousse, avec le régiment d'Estissac une sortie. Après la reddition de Saint-Jean-d'Angély il fait
- le siège de Nérac
- puis celui de Montauban
- 1622 : Siège de Montpellier, Siège de Saint-Antonin

### Régiment d'Estissac (1621-1633)
En décembre, le régiment du Bourg de Lespinasse fut donné à Benjamin de La Rochefoucauld, comte d'Estissac « qui y incorpora, par ordre du 20 décembre 1621, un régiment de son nom levé en 1615 et qui avait servi avec distinction aux sièges de Saint-Jean-d'Angély, Nérac, Montauban et Monheurt » sous le nom de Régiment d'Estissac.

#### Rébellions huguenotes
En 1622, le comte d'Estissac se rend à Nantes et participe en
- Avril 1622 à l'expédition de l'ile de Riez contre les troupes de Benjamin de Rohan seigneur de Soubise. Il ne participe néanmoins pas à l'attaque proprement dite effectuée par les régiments des Gardes Françaises, de Navarre et d'autres Vieux Corps qui traversèrent, le 16 avril, le bras de mer qui sépare l'île du continent. Le régiment d'Estissac restait posté dans le bourg de Soulan afin de protéger les arrières de l'armée.
- Le 18 avril, il fait capituler le château de la Chaume
- Siège de Royan avec le régiment de Champagne
- Siège de Tonneins
- Siège de Nègrepelisse, le 10 juin
- Siège de Saint-Antonin, le 21 juin

Il part ensuite en Languedoc et participe aux
- Siège de Lunel, le 2 août
- Siège de Montpellier de fin août à octobre

Il est ensuite chargé de la garde des frontières du Languedoc puis il est envoyé en 1625 en Picardie pour garder, également, les frontières jusqu'en 1627. Il est alors appelé au
- Siège de La Rochelle, où il est chargé de la garde de la digue. Les 3 et 4 octobre 1628 le régiment combat et repousse la flotte anglaise de Lindsay[22], sur la ligne de vaisseaux qui fermaient la digue.

Après la capitulation des huguenots le régiment séjourne dans la province avant d'effectuer un raid en Italie.

#### Guerre de Succession de Mantoue
Le régiment est dirigé sur le Piémont où il participe à la guerre de Succession de Mantoue et se couvre de gloire aux côtés des Gardes-Françaises le
- 6 mars 1629 à l'attaque du Pas de Suze où 14 des compagnies du régiment d'Estissac attaquent les retranchements et se fortifient sur le mont de la Brunette qui domine la citadelle de Suze
- et le 16 mars, il permet de faire lever le siège de Casal assiégée par les Espagnols.

### Régiment de Marsillac (1629-1631)

#### Rébellions huguenotes
Après ce raid en Piémont, l’armée de La Rochelle repasse les Alpes et le régiment est donné le 1er mai 1629 à François de la Rochefoucauld, prince de Marsillac le neveu du comte d'Estissac.
- du 14 au 28 mai, il est au Siège de Privas puis
- du 8 au 17 juin à celui d'Alès

#### Guerre de Succession de Mantoue
Il reste en poste le reste de l'année 1629, avant de repasser une nouvelle fois les Alpes le 23 février 1630, par le Mont-Cenis.
- Le 18 mars 1630, le régiment délivre Casal puis se retrouve au Combat de Veillane
- Le 20 juillet Siège de Saluces
- Le 6 août 1630 au combat du pont de Carignan[23].

Il continue de servir en Italie jusqu'au Traité de Cherasco.

### Régiment de Leuville (1631-1633)
Le 24 mars 1631 le commandement du régiment est confié à Louis Olivier marquis de Leuville qui est chargé du maintien de l'ordre en Provence.

### Régiment de Maugiron (1633-1635)
En 1633, le marquis de Leuville embastillé par Richelieu, nomme un nouveau mestre de camp; Claude comte de Maugiron qui avait déjà eu un régiment d'infanterie à son nom en 1630 et le renomme Régiment de Maugiron.

#### Guerre franco-espagnole et guerre de Trente Ans
La guerre de Trente Ans, dont la guerre franco-espagnole fait partie intégrante, étant une série de conflits armés, Louis XIII décide d'envoyer des forces armées contenir les véleités de Ferdinand II de Habsbourg. Le régiment de Maugiron retourne donc en Italie, où pendant deux ans il ne se passe rien.
L'année 1635 marque un véritable tournant. La France déclare la guerre ouverte à l'Espagne de Philippe IV et le régiment de Maugiron se retrouve au milieu des hostilités en Italie :
- Siège de Valenza[25],[26].
- décembre 1635 : Siège de Candia
- Siège du château de Sartirane

### Régiment d'Auvergne (1635-1791)
Le 15 septembre 1635, le régiment de Maugiron gagne le drapeau blanc et prend le titre de la province d'Auvergne tout en gardant son mestre de camp. Ce régiment, affecté à l'armée d'Italie, allait devenir célèbre.
Il participe à la guerre de Trente Ans, la guerre franco-espagnole et la conquête du Roussillon.

Drapeaux d’Ordonnance
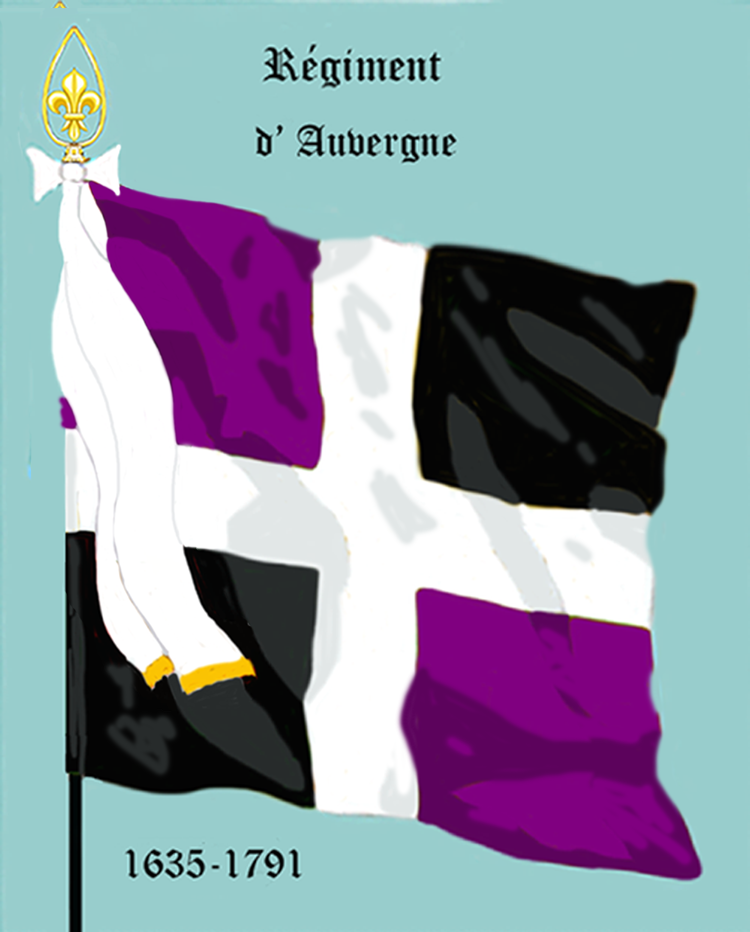
régiment d'Auvergne de 1635 à 1791

Les drapeaux d'Ordonnance du régiment d'Auvergne avaient :
- deux carrés violet.
- deux carrés noirs.

Le violet était la marque distinctive des Petits Vieux.
Le noir était un souvenir des bandes de Piémont. Le régiment d'Auvergne avait été formé dans le Dauphiné et le Lyonnais sous le nom de régiment du Bourg de Lespinasse.
Le drapeau d'ordonnance sous l’Ancien Régime est écartelé : au 1 et 4 de sable, au 2 et 3 violet, à la croix blanche brochant sur le tout.

#### Guerre franco-espagnole et guerre de Trente Ans
En 1636, le régiment d'Auvergne combat aux
- Siège d'Oleggio (Oleggio)
- Siège de Confienza (Confienza)
- Siège de Palestro (Palestro)
- Siège de Robbio (Robbio)
- Siège de Vespolate (Vespolate)
- combat de Buffalora (it) (Buffalora (it))

En 1637,
- Le 13 mars 1641 le régiment de La Roue est incorporé dans le régiment d'Auvergne.
- Il défend Asti (Asti)
- Bataille de Mombaldone (Mombaldone)

En 1638, le régiment est
- Au secours de Breme[27] (Breme)
- Puis à celui de Verceil (Verceil)

En 1639, Auvergne est au
- Secours de Casal (Casale Monferrato)
- Siège de Chivasso (Chivasso)
- 20 novembre : Combat de la route de Quiers (Chieri)

En 1640,
- Prise du château de Busca (Busca)
- Prise du château de Dronero (Dronero)
- Prise du château de Brodel (??)
- 29 avril : Délivrance de Casal (Casale Monferrato)
- Juin-19 septembre : Siège de Turin où il se couvre de gloire.

En 1641, il contribue à la défaite du cardinal de Savoie lors des
- Siège d'Ivrée
- Levée du siège de Chivasso (Chivasso)
- Siège de Ceva (Ceva)
- Siège de Pianezza (Pianezza)
- Siège de Mondovi (Mondovi)
- Siège de Coni (Coni)

En 1642, il prend part
- Siège de Crescentino (Crescentino)
- Siège de Nice (Nice)
- Siège de Tortone (Tortone)

En 1643,
- Siège de Trino (Trino)
- Bataille du pont de la Stura devant le château d'Asti qui capitule

En fin d'année 1643, le régiment d'Auvergne rentre en France et passe l'hiver en Guyenne.
En 1644, le régiment est de retour en Italie. On le trouve aux
- Siège de Ponzone
- Siège de Santia (Santia? dans le Piémont)
- Au nouveau siège d'Asti (Asti) qui avait été reprise par les Espagnols.

En 1645, le régiment se trouve
- Siège de Vigevano (Vigevano)
- Siège de Rocca (Rocca)
- Combat de La Morra (La Morra)

En 1646,

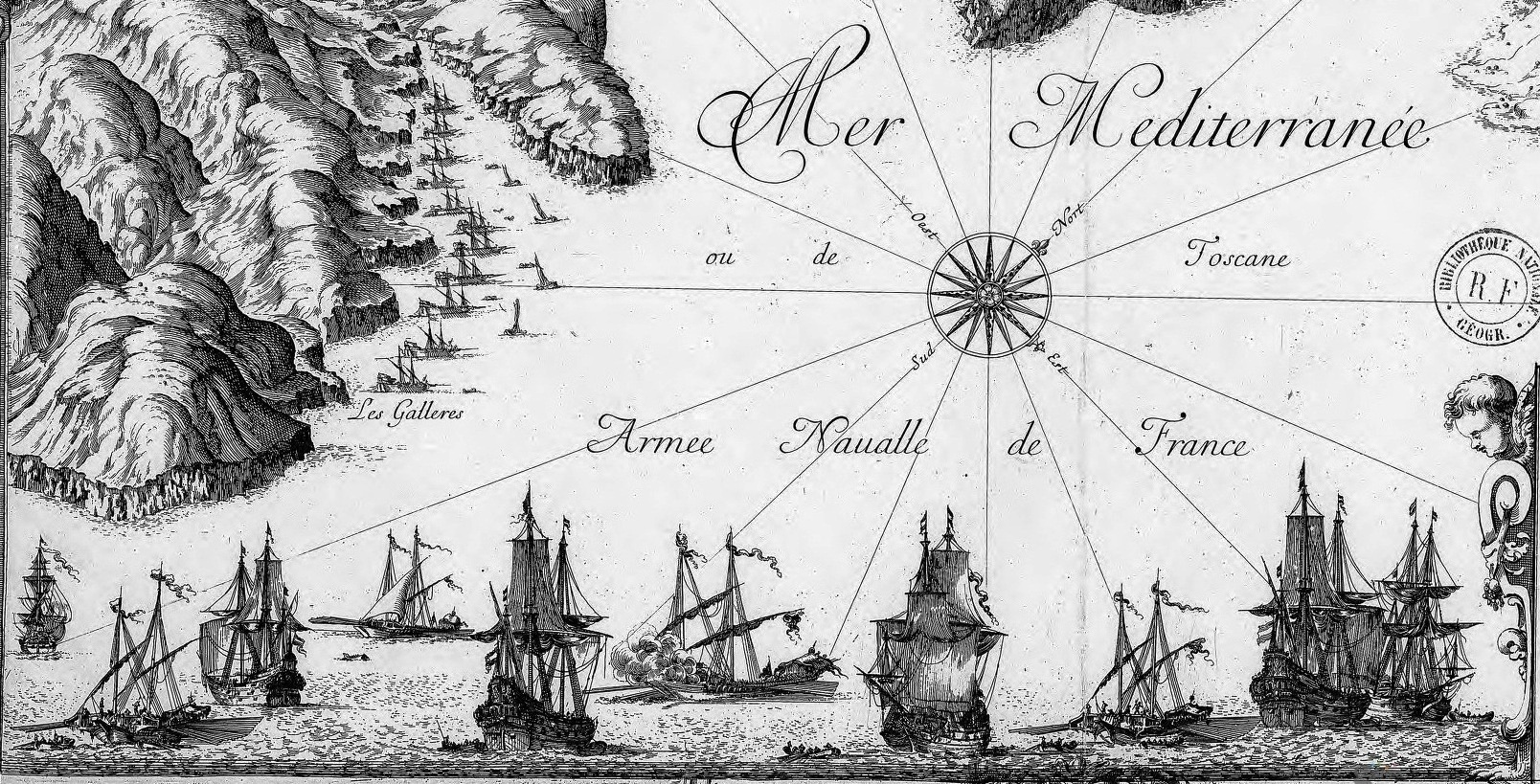
Détail tiré d'une gravure de 1646 représentant le siège et la prise de Portolongone (île d'Elbe), pendant la guerre franco-espagnole (1635-1659).

- En juillet-août, 90 hommes du régiment, enfermés à Ponzone soutiennent un siège durant 19 jours.
- En septembre le régiment embarque avec le comte du Plessis-Praslin
- Le 27 septembre, il prend l'ile d'Elbe qu'il quitte le 4 octobre et participe du
- 5 au 9 octobre au siège de Piombino (Piombino) avant de retourner le
- 10 octobre sur l'ile d'Elbe à Portolongone (Porto-Longone). Après la capitulation de la ville, le 29 octobre, le régiment y demeura en garnison jusqu'à la fin 1647 où le régiment retourna sur le continent pour prendre part au
- Siège de Crémone (Crémone)
- Quelques compagnies furent laissées à la garde de Porto-Longone qui se défendit, en 1650, durant 47 jours contre une armée espagnole.
- Après la prise de Crémone, le régiment y demeura en garnison jusqu'en 1648
- Les traités de Westphalie ayant fait cesser les hostilités en Italie.

#### Guerre des faucheurs
En 1649 le régiment fut envoyé pour intervenir dans la Guerre des faucheurs
- En octobre, il est en Catalogne afin de renforcer, avec Champagne et Bourbonnais la garnison de Barcelone menacée par Espagnols qui furent obligés de différer le siège de la ville.

En 1650, malgré les troubles de la Fronde et le retrait d'une bonne part des troupes françaises pour lutter dans la guerre civile française le régiment resta en Espagne.
- Le 22 février il s'empare de Tarrasa (Terrassa)

En 1651, la couronne de Castille profitant de l'affaiblissement des troupes françaises en Catalogne, décide de marcher sur Barcelone et investissent la ville en juillet 1651. La ville est défendue par 1 200 hommes des régiments suisses et 3 000 hommes des régiments français. Afin de briser le siège, les Français et les Catalans ont lancé une série d'attaques.
- Le régiment d'Auvergne a participé à ses attaques qui n'ont toutefois pu empêcher la ville, après 15 mois de siège de capituler le 10 octobre 1652.
- Le régiment se retire alors dans le Roussillon

En juin 1653, sous le commandement de Jacques de Rougé du Plessis-Bellière, il repasse les Pyrénées au Perthus, et
- Du 21 juin au 4 juillet, il fait le siège de Castello d'Empuries (Castello d'Empuries)
- Du 12 juillet au 23 septembre, le siège de Gérone et se distingue
- Le 3 décembre combat de Bordils[29]

En 1654, Auvergne est
- Le 5 juillet au siège et à la prise de Villefranche (Villefranche-de-Conflent)
- Levée du siège de Rosas (Rosas) par les Espagnols

Après cette victoire, 18 compagnies du régiment d'Auvergne se rendent à Toulon pour participer à l'expédition de Naples avec le duc de Guise.
- Le 11 novembre, la flotte arrive dans le golfe de Naples.
- Prise de Castellamare (Castellammare di Stabia)
- Le 24 novembre, le régiment rembarque pour Toulon où il arrive courant décembre.

En 1655 le régiment est de retour sur le front italien et
- Il assiège Pavie (Pavie)

Il est envoyé ensuite, de nouveau, en Catalogne ou il est
- prise du cap de Quiers (Cap de Creus)
- Et force les Espagnols à lever le siège de Solsona (Solsona)

En 1656, il est de retour en Italie et
- fait le siège d'Alessandria (Alexandrie)
- secours Valenza assiégiée (Valenza)
- Siège de Varèse (Varèse)
- Siège de Novi (Novi)

Et en 1658
- Siège de Mortara (Mortara)

Dernière opération avant le traité des Pyrénées.
Il rentre alors en France et prend ses quartiers en Provence

#### Première guerre austro-turque
Le régiment d'Auvergne reprend du service en 1664, lors de la première guerre austro-turque où il partit avec le comte de Moussy à sa tête pour porter secours en Hongrie à l'empereur d'Allemagne, Léopold, menacé par une très importante armée ottomane. Le choc entre l’armée coalisée impériale et les armées turques a lieu le
- 1er août 1664 près du village de Saint-Gothard lors d'une tentative de franchissement du cours d'eau des forces ottomanes. C'est la bataille de Saint-Gothard au cours de laquelle le régiment se couvrit une nouvelle fois de gloire, mais en perdant son colonel, le comte de Moussy qui fut tué dès le début de l'engagement.

Le régiment fut donné au comte de Séry qui avait fait la campagne de Hongrie en tant que volontaire et qui avait été grièvement blessé lors de la bataille de Saint-Gothard.
Le régiment revient ensuite en France et est appelé
- en janvier 1666 au camp de Croissy, près d'Amiens
- puis en mars au camp de Monchy près de Compiègne

#### Guerre de Dévolution
En 1667, "Auvergne" fait partie des 4 brigades que le roi conduit en Flandre dans le cadre de la guerre de Dévolution. Il se retrouve
- Du 21 au 26 juin 1667 au siège de Tournai
- Du 30 juin 1667 au 4 juillet 1667 au siège de Douai
- Du 11 au 28 août 1667 au siège de Lille où son colonel le duc de Chevreuse est blessé.

Il contribua ensuite aux défaites du général Jean-Gaspard Ferdinand de Marchin commandant des armées d'Espagne dans les Pays-Bas venu au secours de Lille. Une violente bataille a lieu, le 31 août, sur le canal de Bruges où les troupes françaises sous les ordres du marquis de Créquy, obligent les troupes espagnoles à se retirer derrière Gand.
Le régiment passe l'hiver en Flandre

#### Les conquêtes de Louis XIV
En 1668, le régiment, sous les ordres de Condé, prend part à la conquête de la Franche-Comté qui est conquise en 15 jours.
En septembre 1670, le régiment, sous les ordres de maréchal de Créquy, prend part à la conquête de la Lorraine. On retrouve le régiment aux
- Siège d'Épinal (Épinal)[30],[31],[32]
- Siège de Châtel (Châtel-sur-Moselle)[33]

#### Guerre de Hollande
En 1672, lors de la guerre de Hollande, le régiment, qui est sous les ordres de Condé et du roi en personne, se trouve aux
- Siège d'Orsoy (Orsoy)
- Siège de Rheinberg (Rheinberg)
- Siège de Wesel (Wesel) où il emporte les forts de la Lippe et d’Émerik
- il est en première ligne lors du passage du Rhin ainsi que
- 15 au 21 juin 1672, au Siège de Doesbourg (Doesbourg) sur l'Yssel puis
- Siège d'Utrecht (Utrecht)
- le 10 octobre au Combat de Woerden (Woerden)

En 1673, sous les ordres de Condé il est
- Du 13 au 26 juin au siège de Maastricht
- Après ce siège sanglant le régiment part se reconstituer à Metz qu'il quitte
- le 11 novembre pour se rendre à Trèves

En mai 1675, on retrouve le régiment d'Auvergne au camp de Charleville sous le maréchal de Créqui. Après la mort du maréchal Turenne à la bataille de Salzbach, il est envoyé en Alsace où il contribue à faire lever
- le siège d'Haguenau (Haguenau) puis
- le siège de Saverne (Saverne)
- Il prend ensuite ses quartiers d'hiver à Colmar

En janvier 1676 il est envoyé par détachement guerroyer contre les brigands qui se cachent dans les îles du Rhin pour attaquer les bateaux avant de se débander. Il rejoignit ensuite l'armée du duc de Luxembourg et participe à
- la bataille de Kokersberg

Au début de 1677, il passe à l'armée de Flandre et participe
- Au siège de Valenciennes ou ses grenadiers attaquent la contrescarpe
- Au siège de Cambrai
- Au siège de Saint-Omer (Saint-Omer)

Il est ensuite renvoyé sur le Rhin où il participe
- au siège de Fribourg (Fribourg)

Il commence la campagne de 1678 en Flandre prenant part aux
- Siège de Gand (Gand)
- Siège d'Ypres

En juin, le régiment est renvoyé sur la Rhin et on le retrouve le
- 6 juillet à la bataille de Rheinfelden (Rheinfelden)
- 7 juillet à l'attaque des retranchements de Seckingen(Seckingen)
- Siège de Kehl (Kehl)
- Siège du Château de Lichtenberg (Château de Lichtenberg)

En 1679, Auvergne se distingue au
- Siège de Minden (Minden)

#### Guerre de la Ligue d'Augsbourg
En 1688, pour le début de la guerre de la Ligue d'Augsbourg, le régiment est envoyé
- 27 septembre - 1er novembre Siège de Philippsburg

En 1689, il aide le marquis de Boufflers à faire la conquête du Palatinat
En 1690, il est à l'armée de Flandre et
- combat à Fleurus où 2 capitaines et 4 lieutenants sont tués et 12 autres officiers blessés

En 1691, il prend part au
- Siège de Mons

Après le siège il est envoyé à l'armée de la Moselle.
Au début de 1692, le régiment d'Auvergne fournit 6 compagnies qui forment le noyau du 3e bataillon du régiment de Navarre.
Il fait campagne sur la Meuse et en Flandre. On le retrouve ainsi aux
- Siège de Namur
- Bataille de Steenkerque

Il retourne ensuite sur la Meuse prendre ses quartiers d'hiver.
En janvier 1693, il est rappelé en Flandre pour le
- Siège de Furnes[36],[37] (Furnes)

Après le siège le régiment est séparé en deux :
- Deux bataillons se rendent en Allemagne rejoindre l'armée du maréchal de Lorges où, en juillet, les grenadiers du régiment se distinguent avec ceux du régiment de Picardie lors des
- siège d'Oppenheim (Oppenheim)
- combat de Zwingenberg (Zwingenberg) où ils emportent ce faubourg d'Oppenheim au 2e assaut.

Pendant ce temps le reste du régiment se dirige sur la frontière des Alpes où il prend une part active à la
- Défense de Pignerol[38] (Pignerol)
- Le 24 juillet, la compagnie du capitaine d'Affs, chargée de la garde du fort de Saint-Pierre est entouré par les troupes du Duc de Savoie. La compagnie effectue une sortie, parvient à percer l'encerclement ennemi et rejoint Pignerol
- Le 27 juillet, la compagnie du capitaine Fourcade, est engagée dans un combat autour du fort Sainte-Brigitte[39],[38], où le capitaine est tué.
- Le 4 août, nouvelle attaque de la compagnie pour dégager la voie de communication entre le fort Sainte-Brigitte et la citadelle de Pignerol. Le capitaine de La Coudraye est mortellement blessé d'un coup de baïonnette.
- Le 6 août, le capitaine Moussolins et onze hommes mettent en fuite l'ennemi qui se retranchait sur la voie de communication.
- Le 4 octobre, après avoir quitté Pignerol, le régiment est à la bataille de Marsaglia et retourne
- En novembre à Pignerol, qu'il avait si bien défendu.

En 1694 et 1695, sous les ordres du maréchal de Catinat, le régiment reste en poste défensif à Pignerol.
En 1696 le régiment est au
- Siège de Valenza[40] (Valenza) qui est interrompu, en août, par la signature du Traité de Turin avec le duc de Savoie.

Le régiment est alors envoyé à l'armée d'Allemagne et ne posa les armes qu'au traité de Ryswick.

#### Période de paix et Succession d'Espagne
Après le traité de Ryswick, signé les 20-21 septembre 1697 la paix s'installe pour la France.
- Le 30 décembre 1698, Auvergne incorpore le régiment de Talende (1695-1698) levé en 1695.
- En décembre 1700, dans le cadre de la Succession d'Espagne, le régiment se rend en Italie pour occuper la Lombardie au nom du nouveau roi d'Espagne Philippe V petit-fils de Louis XIV de France.

#### Guerre de Succession d'Espagne
En 1701, le régiment, engagé dans la guerre de Succession d'Espagne, est sur le front italien sous le commandement du maréchal de Villeroy et se retrouve
- le 9 juillet à la bataille de Carpi
- le 1er septembre à la bataille de Chiari. Dans cette bataille, Auvergne fut chargé avec Normandie d'attaquer le village par la droite, où ils ne pensaient trouver que quelques centaines d'hommes en défense. Les deux régiments franchirent deux retranchements ennemis sans problèmes, en prenant plusieurs maisons isolées et églises, mais arrivés à la 3e ils furent reçus par le feu de 24 bataillons et de 50 pièces d'artillerie[41]. Après 4 heures de combats les régiments français durent battre en retraite sous un déluge de feu.

Après cette défaite, un détachement d'Auvergne passa l'hiver à Crémone contribuant le
- 1er février 1702, à chasse les Impériaux de la ville où ils étaient entrés par surprise.

Le maréchal de Villeroy fait prisonnier lors de cette bataille, le régiment passe sous le commandement du maréchal de Vendôme où le régiment s'illustre lors des :
- combat de Santa-Vittoria (Santa Vittoria d'Alba) ;
- Prise de Reggio (Reggio d'Émilie) ;
- Prise de Modène (Modène) ;
- Bataille de Luzzara ;
- Bataille de Borgoforte (Borgoforte).

Il alla ensuite passer l'hiver à Guastalla où meurt son colonel le marquis de Chavigny. Au début de l'année 1703, le 2e bataillon, commandé par le lieutenant-colonel de Bourgueil se rend en Allemagne sous les ordres du maréchal de Villars et se distingue
- le 20 septembre 1703 à la première bataille de Höchstädt où le lieutenant-colonel de Bourgueil est grièvement blessé.

Le 1er bataillon resté sur le front italien, prend part à l'expédition sur les frontières du Tyrol. On le retrouve le
- 26 juillet au combat de San Benedetto (San Benedetto Po) où le passage des montagnes fut forcé
- Prise de Brescello (Brescello)
- Prise de Nago (Nago)
- Prise d'Arco (Arco)
- Bombardement de Trente (Trente)

Le but de cette expédition, qui était d'aider l'armée de Bavière, ayant échoué, le maréchal de Vendôme conduit ses troupes dans le Montferrat, où les deux bataillons réunis prennent leur quartier d'hiver.
La campagne de 1704 débuta par le
- Siège de Verceil (Verceil) sous le commandement du comte Albergotti
- Siège d'Ivrée
- Du 14 octobre 1704 au 9 avril 1705 il est au Siège de Verrue[42] (Verrua Savoia).
  - Le 29 octobre, le régiment prend le fort de Guerbignano et s'y installe.
  - Le 26 décembre, le colonel du régiment, Jean-Louis de Wassinghac, chevalier d'Imécourt est tué au combat
  - Le 4 janvier 1705, David d'Alba devient le nouveau colonel du régiment.
  - Le 1er mars 1705, les grenadiers d'Auvergne, de Bourgogne et de Grancey se couvrent de gloire lors de l'assaut de la courtine, le fort de l'Isle, et de la face qui regarde le Pô, dont la prise amène peu après la capitulation de Verue.

Après la prise de Verrue, le régiment effectue le
- Siège de Chivasso (Chivasso)

Après la prise de la ville, il rejoint l'armée de Lombardie et se distingue lors d'une
- reconnaissance vers Genivolta, où il culbute la grand-garde[43] ennemie forte de 500 hommes.
- Le 16 août, il est à la bataille de Cassano où le colonel du régiment, David d'Alba, est grièvement blessé.
- Le 16 octobre, il attaque les retranchements de Gumbetto (Gumbetto) avec les régiments de La Marine et de Vendôme

Puis il part prendre ses quartiers d'hiver à Desenzano sur le lac de Garde.
En 1706, le régiment se trouve le
- 19 avril, à la bataille de Calcinato puis est envoyé le
- 27 juillet renforcer l'armée qui assiège Turin depuis le 14 mai
- Le 7 septembre, il assiste à la déroute de l'armée française.

Réduit à 440 hommes, il termine la campagne sous les ordres du comte de Grancey.
- le 9 septembre, il bat à Castiglione les troupes du Landgrave de Hesse.

En 1707, le régiment, toujours sous les ordres du comte de Grancey, passe sur le front d'Espagne où il n'arrive qu'après la bataille d'Almanza.
- Le 11 octobre 1707, le régiment est à la tête de l'attaque sur le corps de la place de Lérida chasse l'ennemi du chemin couvert, et parvient à se loger sur la brèche le long de la contre-garde[44]. Les assiégés étonnés de ses rapides progrès, sonnent le tocsin, garnissent les retranchements intérieurs et ouvrent sur le régiment un feu à bout portant épouvantable. Mais rien n'ébranle Auvergne. À 10 heures du soir, il est parfaitement couvert et maitre de son logement.
- Le 13 juin 1708, il investit Tortosa (Tortosa) et, aidé du régiment d'Orléans, il s'empare du poste des Capucins et de 120 Espagnols qui le défendent.

En 1709, le régiment commence la campagne en Espagne sous les ordres du maréchal de Bezons.
En juillet il passe en Roussillon où il est occupé le restant de l'année à faire la chasse aux Miquelets.
En 1710, il passe en Dauphiné sous le commandement du maréchal de Berwick et surveille la frontière.
En fin d'année 1710, il retourne en Espagne et est immédiatement employé
- Siège de Gérone (ca). Le 3 janvier 1711, le régiment prend d'assaut le bastion Sainte-Marie obligeant la ville à capituler le lendemain.

Durant l'année 1711 on retrouve le régiment à
- la prise de la Seu d'Urgell (Seu d'Urgell)
- la prise de Vénasque (Vénasque)
- le siège de Cardone (Cardona)

En 1712 et 1713, le régiment continue de servir en Catalogne. Il est presque constamment occupé au
- blocus de Barcelone.

En 1714,
- le blocus est converti en siège et le régiment se fait remarquer lors de l'assaut général du 11 septembre qui marque la fin de la guerre de Succession d'Espagne.
- Le 12 novembre, les nombreux vides faits par cette guerre sont comblés par l’incorporation du régiment de Blacons.

#### Guerre de la Quadruple-Alliance
En 1719, à la suite de la conspiration de Cellamare, le régent, Philippe d'Orléans envoie une armée sur la frontière des Pyrénées; c'est le début de la guerre de la Quadruple-Alliance où le régiment sert aux
- Siège de Fontarabie (Fontarabie)
- Siège de Saint-Sébastien (Saint-Sébastien)
- Siège de La Seu d'Urgell (La Seu d'Urgell)

Le 20 février 1720 la paix de La Haye est signée qui met fin à la guerre.

#### Période de paix
De 1720 à 1733 la paix s'installe pour la France.
En juin 1720, lors de l'épidémie de la Peste à Marseille et en Provence, il est employé au cordon sanitaire de Marseille et était cantonné le long du Rhône de Tournon à Beaucaire.
En décembre 1720, on le retrouve en Bretagne lors du grand incendie de Rennes, mais les soldats appelés à l'aide pour lutter contre le sinistre mettent plus d'entrain à piller les habitations qu'à éteindre les flammes.
En 1732, on retrouve le régiment d'Auvergne au camp d'Alsace.
En 1733, le régiment est occupé aux travaux des fortifications de Metz.

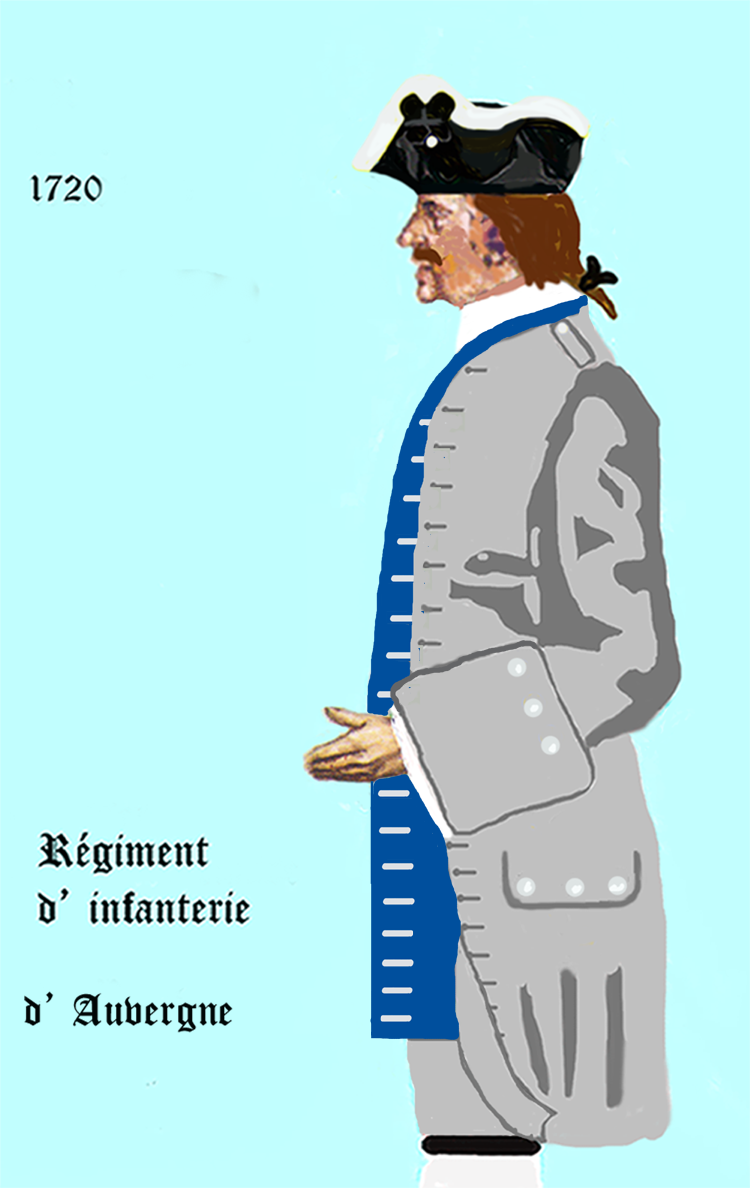
régiment d'Auvergne de 1720 à 1734
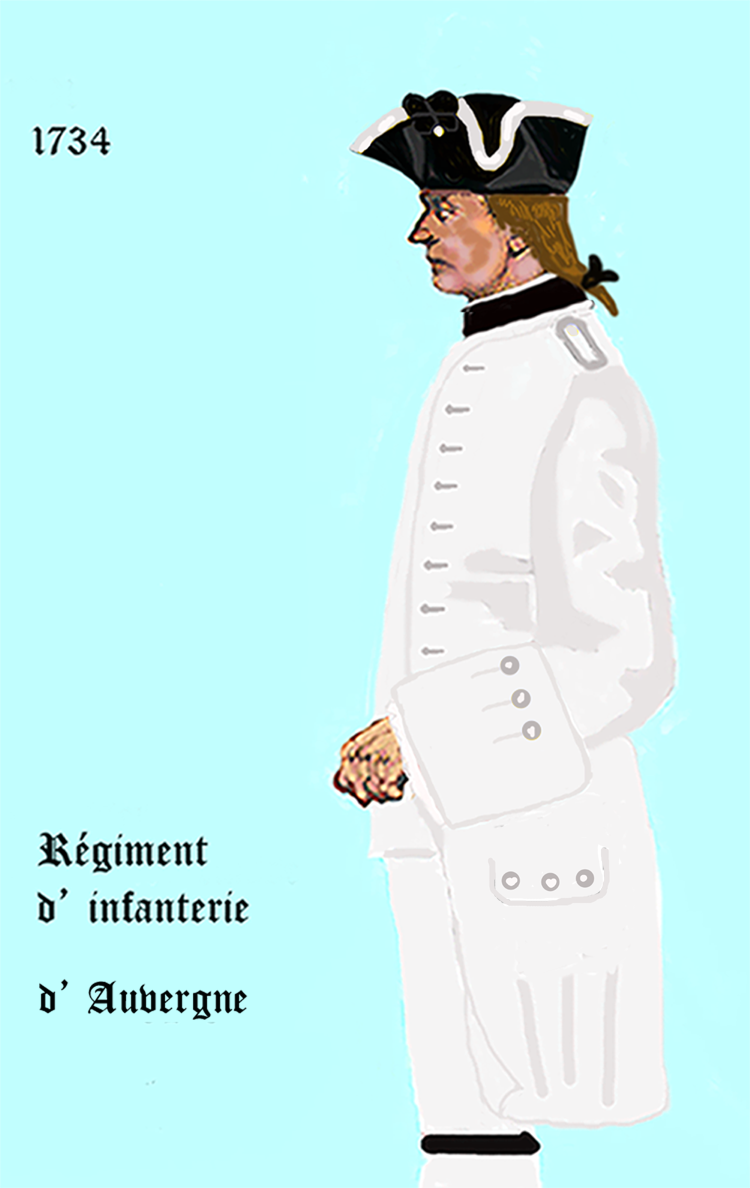
régiment d'Auvergne de 1734 à 1757

Description de l'uniforme en 1734
Auvergne avait habit, veste et culotte blancs, collet et parements violets, boutons blancs et galon de chapeau en or; Poches en travers, 3 boutons sur les poches et autant sur les parements.

#### Guerre de Succession de Pologne
Le 5 octobre 1733, le régiment, engagé dans la guerre de Succession de Pologne dans l'armée d'Italie et prend part aux
- Siège de Géra d'Adda[45],[46].
- Siège de Pizzighettone
- décembre 1733, Siège du château de Milan

En 1734, il débute par la
- Prise de Serravalle puis
- Siège de Novare
- Siège de Tortone
- Le 4 mai, le maréchal de Villars et le roi de Sardaigne et leurs escortes sont pris à partie par 400 Autrichiens. C'est l'affaire de Martinara : 2 compagnies du régiment accourent au bruit de la fusillade, chargent les Impériaux, tuent 50 hommes et font 30 prisonniers[47].
- Le 4 juin 1734 à la bataille de Colorno, le colonel Georges-Jacques, comte de Clermont d'Amboise est mortellement blessé d'un coup de fusil[48].
- Le 29 juin, le régiment est à la bataille de Parme où son nouveau colonel, le marquis de Contades est blessé
- Le 19 septembre, il est à la bataille de Guastalla. Après la bataille le terrain est jonché d'uniformes aux couleurs violettes. Le régiment est réduit à 400 hommes. Il assiste cependant
- au Siège de la Mirandole (Mirandola)

puis prend ses quartiers d'hiver à Lodi
En 1735, on le retrouve à
- la prise du château de Gonzague
- la prise de Reggiolo
- la prise de Revere
- la prise de Guastalla

Le régiment rentre en France en septembre 1736, après la signature par François de Lorraine de l'acte de cession du duché de Bar à Stanislas Leszczynski.

#### Campagne de Corse
En janvier 1738, le régiment qui était en garnison à Marseille, reçoit l'ordre, avec 4 autres régiments, de passer en Corse. C'est le début de la campagne de Corse qui durera jusqu'en 1741. Les forces françaises fortes de 3 000 hommes débarquent le 5 février sous les ordres du comte de Boissieux, en Corse, à l'appel de la république de Gênes dont dépendait l'île.
Après plusieurs mois de pourparlers avec les chefs du parti Corses libres, les discussions finirent de s'aigrir et en octobre les combats commencèrent.
Les troupes françaises occupèrent Borgo et Lucciana.
- À la nouvelle, les Corses, qui tenaient leur assemblée à Orezza, appellent la population aux armes et 3 000 hommes viennent attaquer Borgo défendu par 500 soldats du régiment d'Auvergne sous les ordres du capitaine de Courtois. Le combat dura 3 jours et 2 nuits et ne cessa qu'avec l'arrivée d'une troupe de 2 000 hommes envoyée en renfort qui dégagea le régiment d'Auvergne.
- Le 14 octobre, les troupes françaises rentrèrent à Bastia.

Le comte de Boissieux, malade, décéda le 2 février 1739. Son successeur, le marquis de Maillebois, arriva en mars 1739. Les hostilités commencèrent alors sérieusement. Auvergne prit part à presque tous les combats.
- 25 août 1739, le 2e bataillon s'empare d'un poste retranché près de Bastelica
- Pendant l'hiver 1739-1740, le régiment est occupé à désarmer les montagnards du centre de l'île.
- Au printemps, il rentre en garnison à Bastia et il y reste jusqu'en avril 1741, où il est rappelé en France.

#### Guerre de Succession d'Autriche
En mars 1742, dans le cadre de la guerre de Succession d'Autriche, il traverse le Rhin et passe en Bavière pour aller porter secours à l'armée de Bohême. Le régiment fait partie de la division de Pierre Gaspard de Clermont Gallerande marquis de Rambures.
Le régiment d'Auvergne arrive à Prague en juin 1742. Le corps est réduit à 984 hommes en raison des combats et des longues marches.
- Pendant le siège de Prague il est chargé de défendre le gué de la Moldau[50] devant l'Hôtel des Invalides. Forcé de se replier, il prend position dans la redoute de Piémont sur le front d'attaque.
  - Le 17 août, les batteries autrichiennes contraignent le régiment à rentrer en ville.
  - Le 18 août, il fait partie des troupes, commandées par le duc de Biron, chargée de tenter une sortie. Après un terrible combat, le régiment emporte une redoute forçant les troupes du prince Charles à reculer ses postes.
  - Le 22 août, le régiment se distingue lors d'une sortie.
  - Le 14 septembre, lors d'une nouvelle attaque, Auvergne contraint les Autrichiens à reculer de nouveau. Lors de cette attaque, le colonel du régiment Armand-Henri marquis de Clermont-Gallerande y eut une cuisse emportée par un boulet et mourut peu de jours après.
- Le 16 décembre, commandé par le général de Belle-Isle, "Auvergne" quitte Prague en laissant dans les hôpitaux de la ville 9 officiers et un grand nombre de soldats blessés ou malades.
- Le 17 décembre, durant cette pénible retraite, la colonne est harcelée continuellement par les hussards autrichiens qui voltigent sur les ailes.
- Le 18 décembre, au soir en quittant Targowitz, les Croates et hussards autrichiens soutenus par 12 escadrons de cuirassiers tentèrent une attaque sur le centre de l'armée française afin de la couper en deux. Auvergne leur donna une leçon.

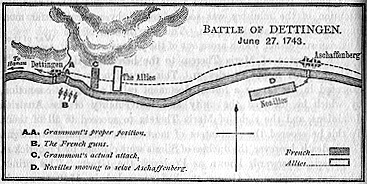
Configuration du champ de bataille de Dettingen.

- Le régiment atteint le Rhin en février 1743. Le régiment avait été chargé d'escorter, depuis Donauworth, l'état-major de l'armée. Il ne comptait plus alors que 60 officiers et 700 soldats et à peine 2 bataillons.

Mis au repos, le régiment se reconstitua si bien qu'il avait 3 bataillons à l'ouverture de la campagne de 1743. Le 3e bataillon était formé de soldats rentrés tardivement de Bohême
Les deux premiers bataillons, rejoignirent l'armée du comte de Noailles et sont placés le
- 25 juin 1743, avec Touraine et Orléans à la garde du pont de Seligenstadt sur le Mein.
- Le 27 juin, lors de la bataille de Dettingen, emmenés par le duc de Duras, le régiment prend une pièce d'artillerie ennemie qu'il ramène dans ses lignes. La bataille ne coutera au régiment que 9 soldats tués et 7 officiers et 24 soldats blessés.

Les 2 régiments achevèrent la campagne dans la basse Alsace au camp de Schleithal et travaillèrent aux lignes de fortification de la Lauter du pont de Salmbach au moulin de Beywath.
Le 3e bataillon fut rattaché au maréchal de Broglie et lorsque le 5 juin les Autrichiens forcèrent le passage du Danube à Pochin il se retira sous Ratisbonne et rejoignait en juillet les deux premiers bataillons en Alsace.
En 1744, Auvergne passe à l'armée de Flandre et se rend immédiatement à
- Douai où il sert de garde au roi de France pendant son séjour dans la ville. On retrouve ensuite le régiment aux
- Siège de Menin (Menin)
- Siège d'Ypres (Ypres)
- Siège de Furnes puis rejoint (Furnes)
- le camp de Courtrai où il passe l'hiver.

En 1745 il est
- du 25 avril au 22 mai, Siège de Tournai
- Le 11 mai, Bataille de Fontenoy où il ne participe qu'avec 1 bataillon[51]
- Il revient ensuite à Tournai assiégé la citadelle. Durant ce siège il monte neuf fois la garde aux tranchées.
- Le 12 août, deux bataillons d'Auvergne avec les arquebusiers de Grassin occupent l'abbaye d'Affelghem[52] On retrouve ensuite le régiment aux
- Siège d'Audenarde (1745) (Audenarde)
- Siège de Termonde (Termonde)
- Siège d'Ath (Ath)

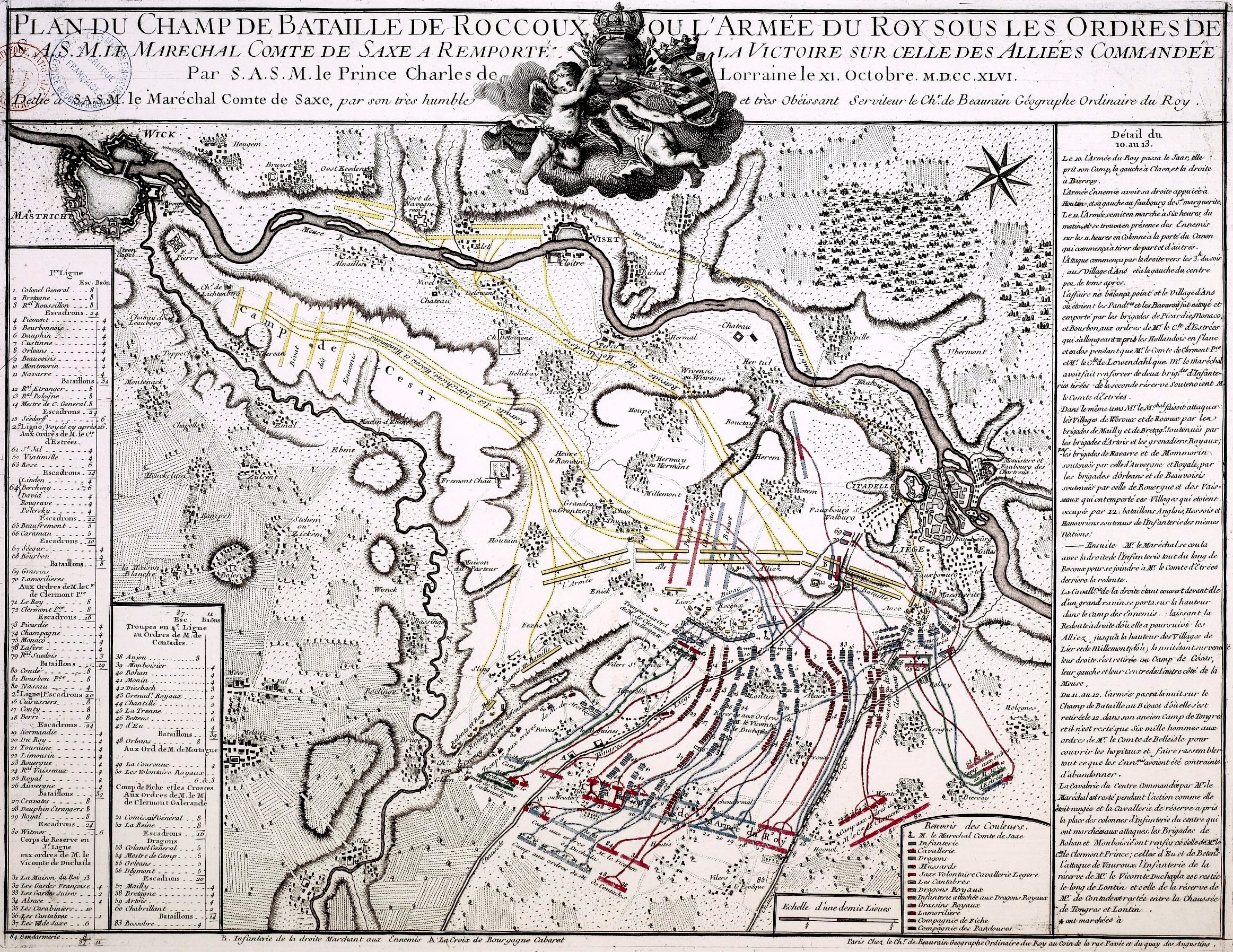
Plan du champ de bataille de Roccoux le 11 octobre 1746.

Lors de la campagne de Flandre en 1746, Auvergne arrive
- Près de Bruxelles
- Le 6 mai, il est à Louvain
- Le 15 mai, il est à Malines qui vient d'être emporté par les volontaires de la Morlière et en prend possession avec les régiments de Piémont et du Roi.
- Le 21 mai, la citadelle d'Anvers est investie.
  - Dans la nuit du 25 au 26 mai, il ouvre la tranchée devant le bastion de Tolède.
  - Le 31 mai, la citadelle capitule.
- le 10 juillet Siège de Mons (Mons)
- le 2 août, Siège de Charleroi (Charleroi)
- du 6 au 30 septembre, Siège de Namur
- Le 11 octobre, bataille de Raucoux où il enlève trois redoutes à la baïonnette.

À la fin de la campagne, le régiment est porté à 4 bataillons comme tous les Vieux Corps.
En 1746, le régiment est placé sous les ordres du marquis de Contades son ancien colonel devenu lieutenant-général. On retrouve Auvergne sur les sièges de la rive gauche du bas Escaut :
- Siège du fort de La Perle[54]

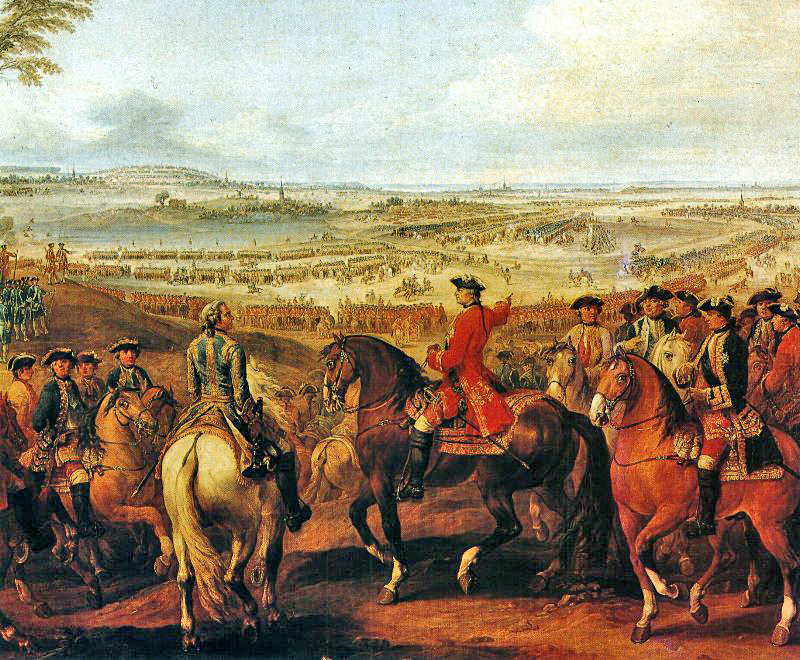
Maurice de Saxe à la bataille de Lauffeld, œuvre contemporaine de Pierre Lenfant.

- Siège du fort de Liefkenshoek (Liefkenshoek)
- 1er mai 1747 : Siège d'Hulst (Hulst)
  - Le 5 mai, les compagnies attaquent Zandberg qui couvre Hulst et tuent 300 Hollandais.
  - Le 16 mai, Axel capitule

Après quelques jours de repos, le régiment entre dans Anvers pour rejoindre, en juin, le camp de Tongres et participer le
- 2 juillet à la bataille de Lawfeld où, placé sur les hauteurs de Herderen, il est chargé de la sécurité du roi.

En 1748, le régiment d'Auvergne n'arriva au
- siège de Maastricht qu'après l'ouverture des tranchées d'approche. Il prend position près de Westwesel en compagnie des régiments de Piémont et des Gardes Françaises.
  - Le 4 mai, ses grenadiers avec ceux de Rohan et de La Fère attaquent un chemin couvert, en chassent l'ennemi jusqu'au corps de place et s'y installent. L'ouvrage étant miné, une grande partie des soldats furent brulés, mutilés et ensevelis. Les survivants se maintinrent sur les positions en ruines jusqu'au lendemain malgré le feu des assiégés.

Maastricht se rendit le 6 mai et cette conquête mit fin à la guerre de Succession d'Autriche, par le Traité d'Aix-la-Chapelle dont les négociations durèrent du 24 avril au 18 octobre 1748.
Le régiment d'Auvergne fut alors envoyé en garnison à Cambrai.

#### Guerre de Sept Ans

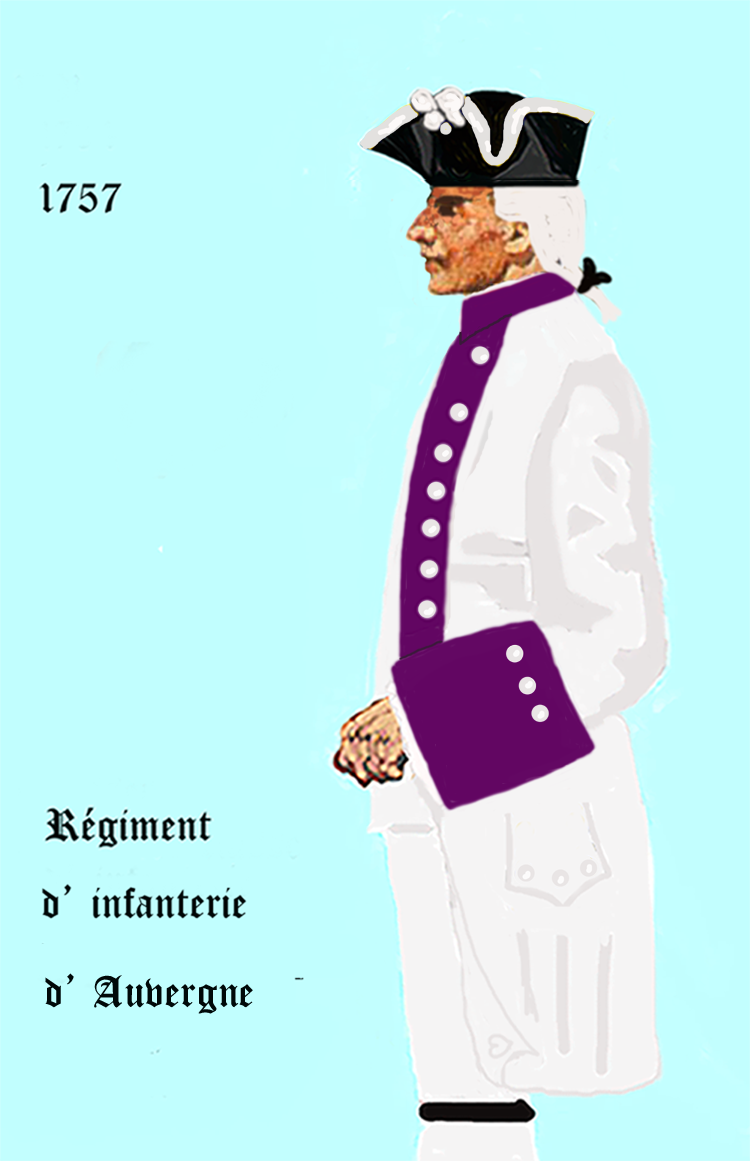
régiment d'Auvergne de 1757 à 1762

En 1753, il est au camp d'Aimeries-sur-Sambre et
en 1756, au début de la guerre de Sept Ans il se rend en Basse-Normandie pour s'opposer au débarquement anglais. Il est ensuite dirigé sur le camp de Granville.
En 1757, rattaché à l'armée du Bas-Rhin il passe dans le Hanovre avec la maréchal de Richelieu.
 Après 72 jours de marche il arrive près de Cassel et se trouve à la
- Prise de Minden (Minden)
- Prise de Hanovre (Hanovre)
- puis poursuit l'armée anglo-hanovrienne jusque Closterseven.

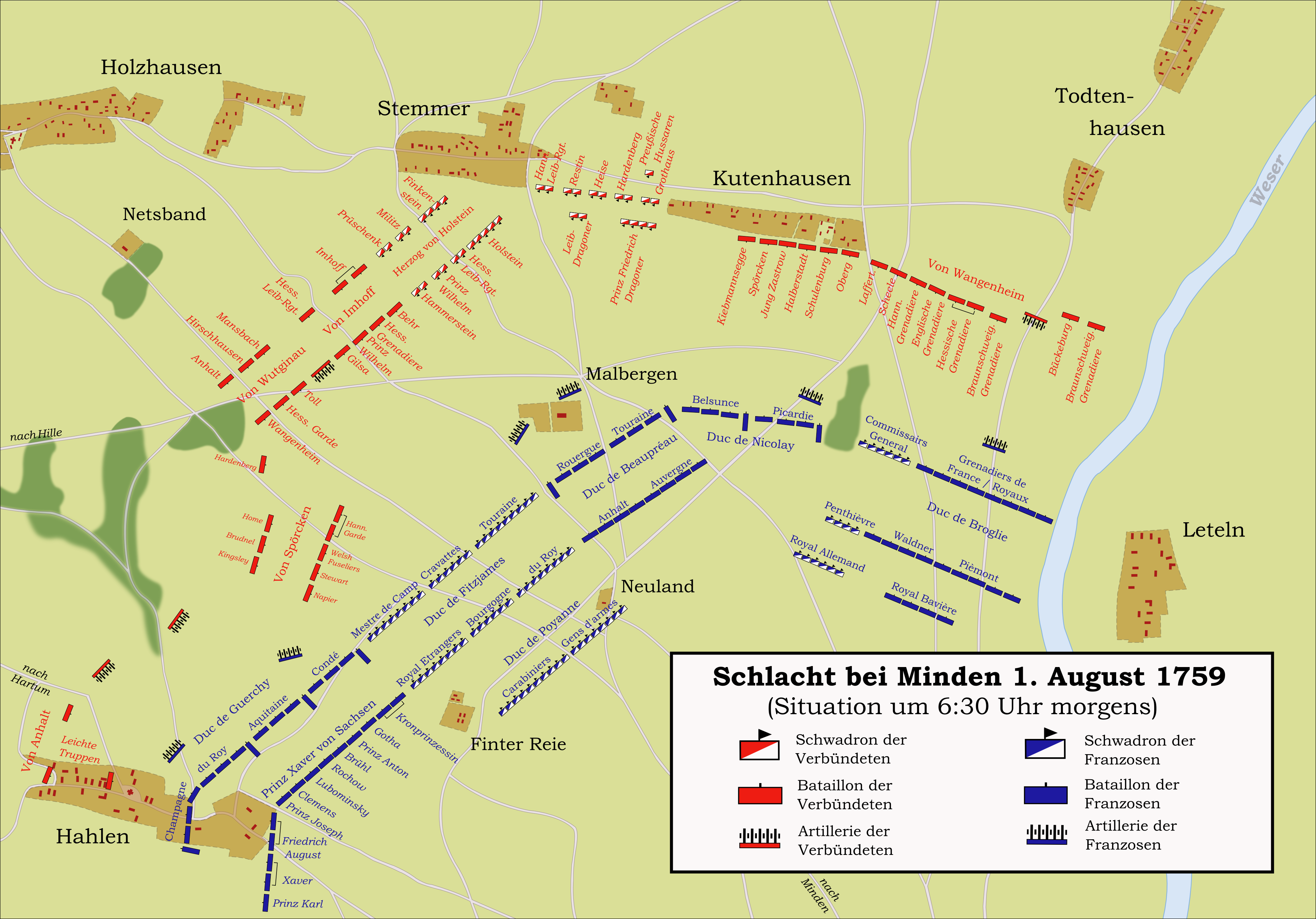
Plan de la bataille de Minden, vers 6h30 du matin.

- Il reste ensuite au camp de Halberstadt jusqu'au mois de novembre.

Après le désastre de Rossbach, les troupes du maréchal de Richelieu, rétrogradent. Toutefois après les violations de la convention de Closterseven, par laquelle les Hanovriens s'engageaient à garder la neutralité, Richelieu revient dans le Hanovre et Auvergne prend part au passage en force de l'Aller puis cantonne dans le pays.
Au début de 1758, l'armée se replie sur le Rhin.
- Le 3 mars 1758, 2 compagnies d'Auvergne se font tailler en pièces à la bataille d'Hammelspring.
- Le 23 juin, il est à la bataille de Crefeld
- Il prend ensuite ses quartiers à Cologne

Le 15 mai 1759, le régiment quitte Cologne pour Niederweimar
- Le 1er août il est à la bataille de Minden
- Au début de décembre une partie du régiment était bloqué dans Giessen (Giessen) par le prince Ferdinand.
  - Le 10 décembre, 150 volontaires effectuent une sortie et parviennent à Wieseck (de). Par cette action audacieuse et en raison de la saison avancée, l'ennemi lève le siège de Giessen.

Lors de la campagne de 1760 on retrouve Auvergne
- Le 10 juillet 1760 à la bataille de Corbach[55] (Korbach). Placé en réserve avec Orléans, il appuie l'attaque des régiments de Navarre et du Roi décidant ainsi de la retraite des troupes allemandes.

À la suite de la bataille de Corbach, l'armée française reste maîtresse du champ de bataille alors que l'armée allemande s'installe sur les hauteurs de Sachsenhausen, distante l'une de l'autre d'une lieue.
- À la fin de juillet, il contribue avec les Gardes Françaises, les régiments du Roi, du Dauphin, de Vaubécourt, d'Aquitaine, d'Orléans, de La Marck et les Irlandais à chasser le prince Ferdinand des hauteurs de Sachsenhausen.
- Jusqu'au 11 septembre, le régiment, sous les ordres du comte de Stainville, campe à Martinhagen.

Informé qu'un corps considérable menace Marbourg, le maréchal de Broglie fait partir
- le 12 septembre, le régiment qui arrive à Marienhagen où il a un engagement très fort et fait 30 prisonniers.
- Le 13 septembre, les troupes du comte de Stainville, marchent vers Frankenberg et rencontrent le corps des alliés entre Rhadern (de) et Münden (Lichtenfels) (de). C'est la bataille de Rhadern.
- Le 4 octobre, "Auvergne" quitte Wildungen où il était cantonné et se rapproche du Rhin.
- Le 13 octobre, le régiment est à Neuss
- Le 14 octobre, il entre dans le camp de Meurs où se trouvaient sous les ordres du marquis de Castries les régiments de Normandie, La Tour du Pin, d'Alsace, les chasseurs de Fischer, de La Couronne et de Bouillon.
- Dans la nuit du 15 au 16 octobre, les chasseurs de Fischer, qui étaient de garde pour surveiller les mouvements de l'ennemi, furent trompés dans leur vigilance par un corps anglo-hanovrien. Celui-ci aurait surpris tout le corps d'armée français dans son sommeil sans le dévouement du capitaine d'Assas. Se promenant avec ses grenadiers, il est tout à coup cerné par des grenadiers hanovriens qui appuyant leurs baïonnettes sur sa poitrine lui posent l'alternative de se taire ou de mourir. Le chevalier d'Assas aurait alors crié : « Aux armes! voilà l’ennemi ! » ou « À moi, Auvergne ; c’est l’ennemi ! » avant de tomber percé de coups[56].
- C'est le début de la bataille de Kloster Kampen. Les grenadiers d'Auvergne s'élancent aussitôt à la tête du chemin de Meurs, contiennent l'armée ennemie. Placé au centre du dispositif français, au milieu des marais le régiment s'engage dans un furieux combat et s'empare d'un canon et d'un étendard. À la fin de cette bataille, le régiment d'Auvergne perdit 800 soldats, eut 58 officiers tués ou blessés dont ses colonel, lieutenant-colonel et capitaines commandant.

Auvergne, presque détruit à Clostercamps, est envoyé à Dusseldorf et reçoit l'ordre de rentrer en France pour y être réorganisé. Mais il demanda avec insistance à continuer la guerre et ce lui fut accordé.
- Le 14 février 1761, il quitta Dusseldorf et contribua les alliés à lever les sièges de Ziegenhain (Ziegenhain) et de Cassel
- Le 15 juillet, le régiment est à la bataille de Villinghausen[57] (Willingshausen). Les grenadiers d'Auvergne parviennent à prendre la redoute qui défend les approches du village et s'y maintiennent jusqu'à l'arrivée de l'avant-garde française, à 10 heures du soir, et cèdent la place au régiment de Poitou.
- Le lendemain, la bataille de Villinghausen recommença, mais son issue ne fut guère favorable aux Français. Auvergne y perdit une centaine d'hommes et termina la campagne
- en octobre au siège de Wolfenbüttel (Wolfenbüttel) où les 4 pièces d'artillerie régimentaire tirèrent toute la journée contribuant à démonter les batteries adverses. Wolfenbüttel) se rendit le 11 octobre.

La campagne de 1762 fut insignifiante. Les Français et les Allemands étaient las d'une guerre où chacun se ruinait sans profit. Auvergne se trouva toutefois le
- 21 septembre à la prise du château d'Amenebourg (Amenebourg) qui se rendit juste avant l'assaut. Les Français firent prisonnière la garnison composée d'un bataillon de la Légion Britannique, de plusieurs détachements anglais et hanovriens et de montagnards écossais.

Lors de la réorganisation des corps d'infanterie français de 1762, le régiment conserve ses quatre bataillons.
L'ordonnance arrête également l'habillement et l'équipement du régiment comme suit :
Habit et veste de drap gris-blanc, culotte de tricot de même couleur; parements, revers et collets violets, pattes ordinaires garnies de trois boutons, autant sur la manche, cinq au revers et quatre en dessous : boutons blancs unis, avec le no 9. Chapeau bordé d'argent.
Le 10 février 1763, le traité de Paris met fin à la guerre de Sept Ans.

#### Période de paix
Lors de la réorganisation des corps d'infanterie français du 26 avril 1775 Auvergne conserve ses 4 bataillons.

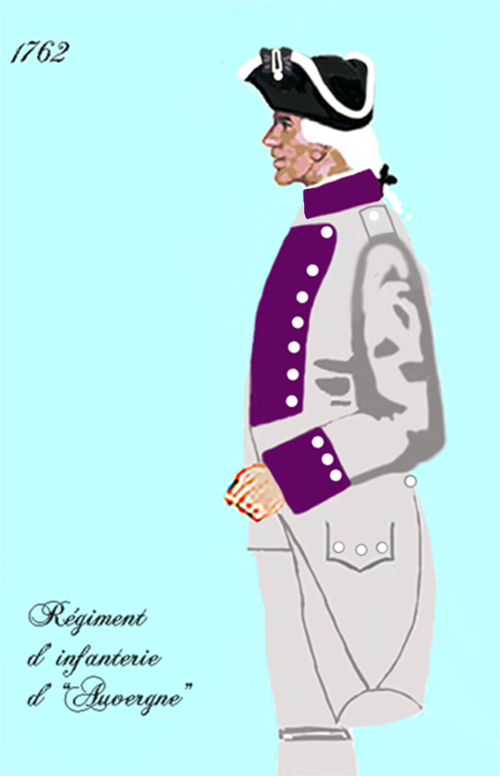
régiment d'Auvergne de 1762 à 1776
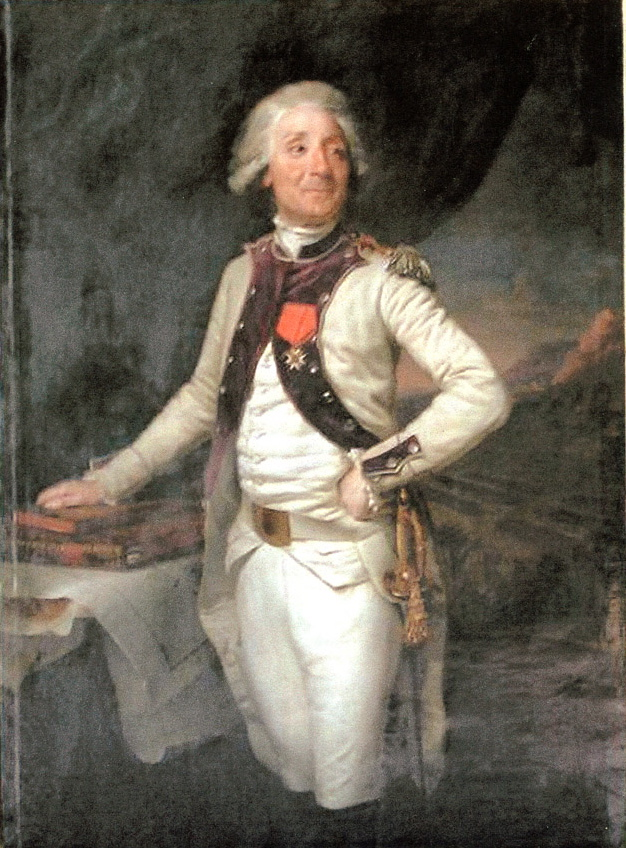
Jean-Baptiste Symon de Solémy, premier major général de l'infanterie à l'armée de Condé, en uniforme du régiment d'Auvergne (règlement de 1779)

Description de l'uniforme en 1776
Le revers fut violet et il eut les boutons jaunes.
La paix s'installe pour la France
- En mars 1763, Auvergne arriva à Metz qu'il quitte
- en mai 1763 pour Douai.
- En octobre 1765, il est à Strasbourg et y reste jusqu'en
- juillet 1769 où il est appelé au camp de Verberie près de Compiègne.
- On retrouve ensuite le régiment à Valenciennes puis
- en juin 1772, à Dunkerque
- octobre 1772, à Thionville
- octobre 1774, à Givet
- octobre 1775, à Lille
- Le 2e bataillon quitte Lille pour Nantes, s'embarque pour la Martinique où il arrive le 20 novembre 1775.
- En avril 1776, les autres bataillons quittèrent Lille pour Valenciennes.
- Le 25 mars 1776, l'ordonnance qui partageait[59] "Auvergne" en deux régiment est exécutée à Valenciennes.

1. Les 1er et 3e bataillons restent "régiment d'Auvergne" et prend le no 17 dans le classement définitif du 19 février 1777.
2. Les 2e et 4e bataillons forment le nouveau régiment sous le nom de Gâtinais et prend le no 18 dans le classement définitif du 19 février 1777.

#### Guerre d'indépendance des États-Unis

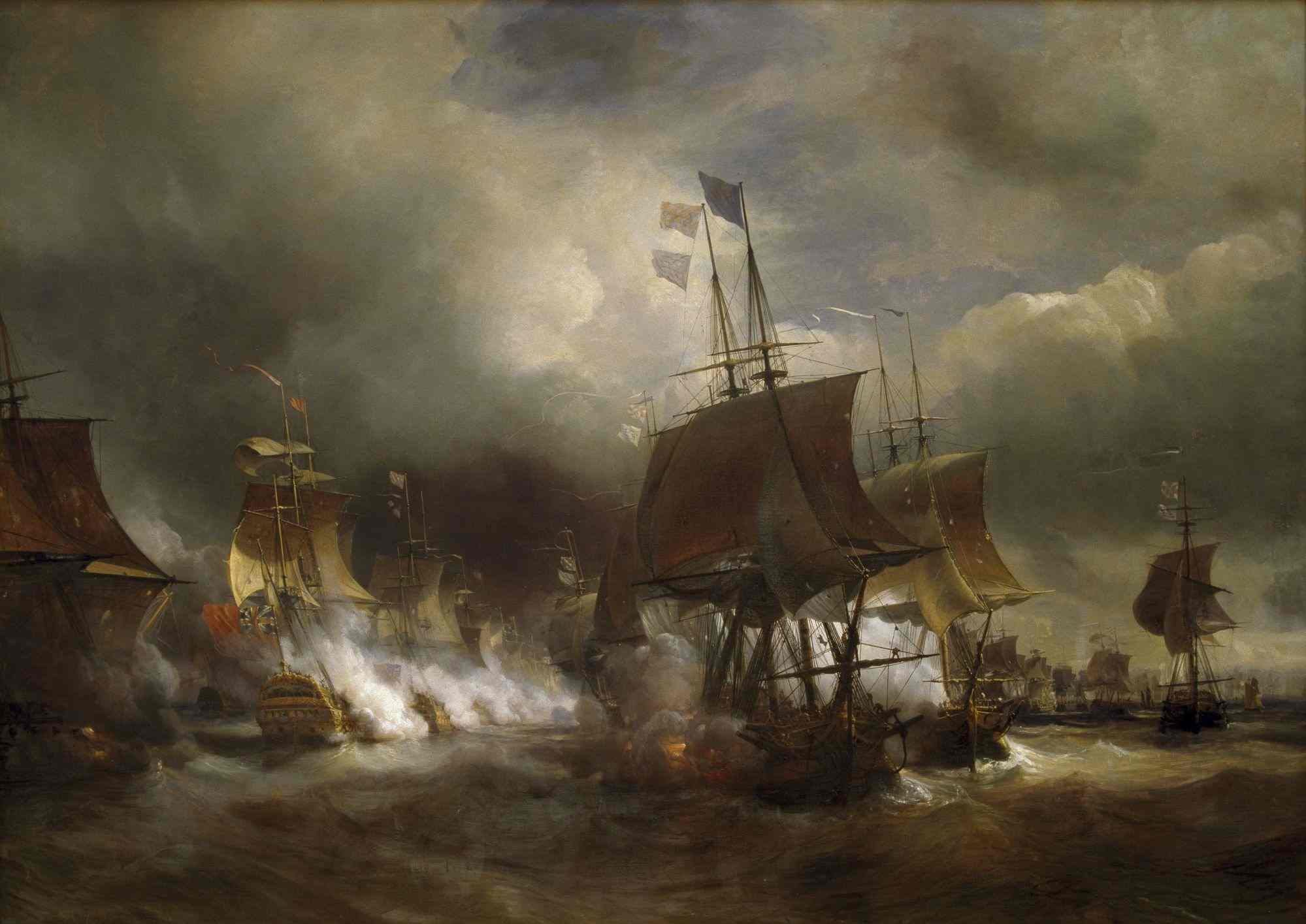
Bataille d'Ouessant - Huile sur toile par Théodore Gudin.

Cherchant à prendre sa revanche sur la Grande-Bretagne et le Traité de Paris de 1763, Louis XVI pourtant défavorable à une aide aux révoltés américains trouve dans un premier temps au compromis avec une aide matérielle clandestine par le biais de Beaumarchais.
- En mars 1777, le régiment est ainsi envoyé à Brest.

La défaite britannique de Saratoga en 1777 encouragea la France à entrer en guerre et le 6 février 1778, la France passe une alliance et un traité d'amitié avec les insurgés américains et l'entrée officielle de la France dans la guerre d'indépendance des États-Unis.
- En juillet 1778, un détachement embarque sur le Ville de Paris au sein de l'escadre commandée par le comte d'Orvilliers.
- Le 27 juillet 1778, les flottes anglaise et française se rencontrent à 100 milles marins à l'ouest de l'île d'Ouessant[60]. Le détachement se fait remarquer au cours de cette bataille, le capitaine Vinezac méritant sa citation dans le rapport de l'amiral.
- En novembre 1778, le régiment quitte Brest et prend ses quartiers à Lille.
- En juillet 1779, il est en poste à Bergues.
- En juin 1780, il est envoyé aux environs d'Avranches pour garder les côtes normandes.
- En août 1782, il est à Guingamp où il s'équipe en vue de traverser l'océan Atlantique.
- Le 10 septembre 1782, le régiment d'Auvergne embarque sur l'escadre du chevalier de Borda chargée de transporter un corps de troupe en Martinique.
- Le 25 octobre 1782, "Auvergne" débarque au Fort-Royal en Martinique et se prépare en vue d'une expédition projetée sur la Jamaïque l'année suivante.

Les préliminaires de paix, qui aboutiront aux traités de Paris et de Versailles, étant engagés l'expédition sur la Jamaïque est annulée. Auvergne est renvoyé en métropole.

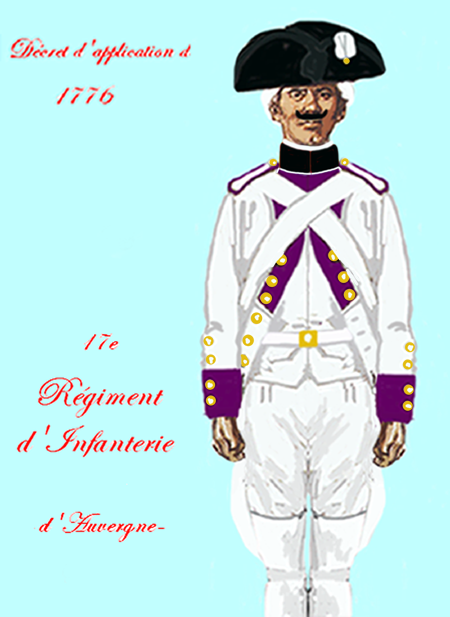
régiment d'Auvergne de 1776 à 1779
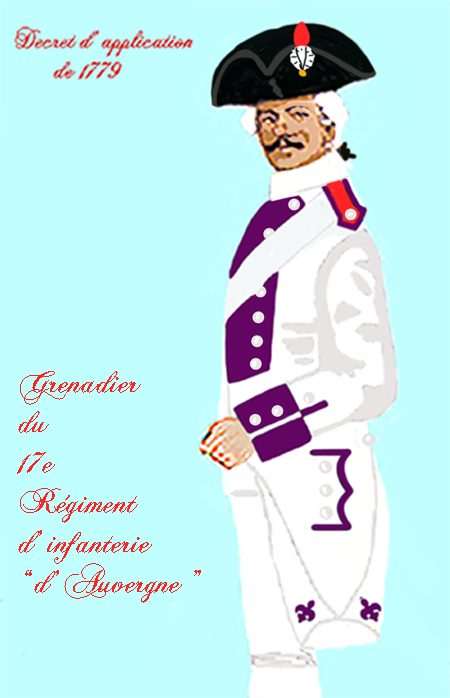
régiment d'Auvergne de 1779 à 1791

#### Période de paix et Révolution française
- En juillet 1783, il débarque sur les côtes de France et part prendre ses quartiers à Lille jusqu'en
- En mai 1787, il est envoyé en poste à Dunkerque.
- En octobre 1787, il est envoyé à Calais
- En 1788, il se trouve successivement à Condé, Le Quesnoy et Valenciennes.

Les prémices de la Révolution française commencent à se fait sentir.
Le contrecoup de la Révolution se fait sentir dans le régiment d’Auvergne. Travaillé par les agents provocateurs, des querelles surgissent entre les soldats. En mars 1790, les grenadiers voulurent chasser un des leurs ; le reste du régiment prit fait et cause pour l'évincé et il en résulta une sanglante mêlée à la suite de laquelle les officiers et les compagnies d’élite furent obligés de se retirer sur les terres de l’Empire. Ce détachement se rendit, en logeant la frontière, à Conflans près de Metz, pour se mettre à la disposition du marquis de Bouillé. Les compagnies de fusiliers, après réflexion, vinrent bientôt le rejoindre.
- En avril-mai 1790, Auvergne est en garnison à Bitche et y reste jusqu'au.
- 14 mai 1791, où il est envoyé à Phalsbourg.

Par ordonnance du ministre de la Guerre, Louis Le Bègue Duportail, en date du 1er janvier 1791, les noms d’Ancien Régime des régiments sont abolis.
Dans le but de rationaliser le système, et de la volonté de faire table rase du passé, les régiments se voient attribuer un simple numéro qui correspondait au rang qu’ils occupaient depuis le 25 mars 1776.
Le régiment d'Auvergne devient donc le 17e régiment d'infanterie.

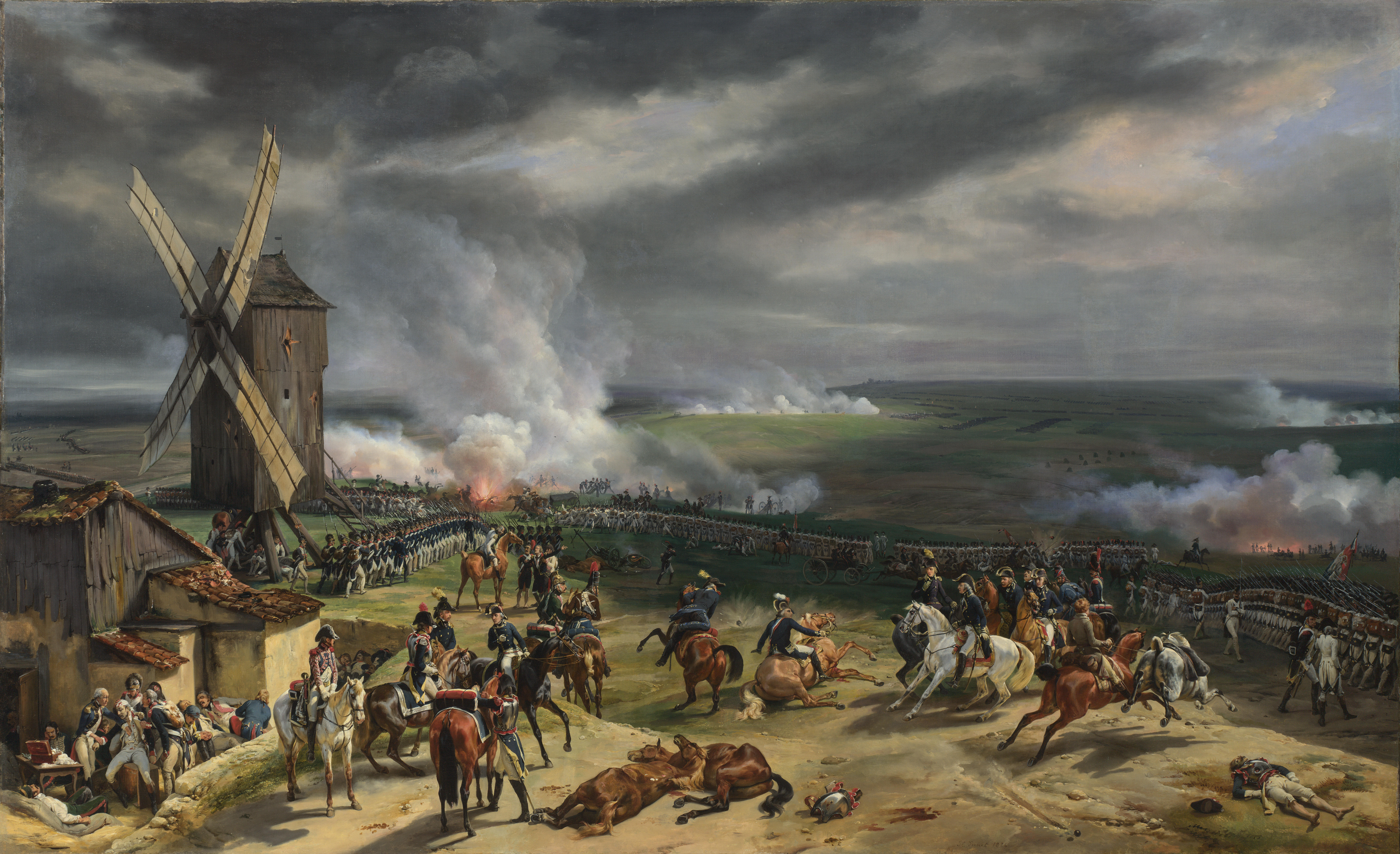
La bataille de Valmy, le 20 septembre 1792, peinture de Jean-Baptiste Mauzaisse, 1835.

Le régiment est à cette époque travaillé par des tentatives d’embauchage de la part des émigrés. Le résultat de ces menées fut de mettre les soldats en état d'insurrection contre leurs officiers. Ceux-ci furent tous chassés, sans distinction et les soldats, restés sans chefs, se formèrent en une société patriotique, qui n’obéit plus à rien ni à personne.
Nommé le 25 juillet 1791, le nouveau colonel, Guillaume Mathieu Dumas de Saint-Marcel, membre de l'Assemblée nationale parvint à faire rentrer le régiment dans le devoir. Il écrit le 7 octobre, une lettre circulaire à tous les officiers, pour les engager à venir reprendre leur service mais il ne s’en présenta que 7.

### 17erégiment d'infanterie de ligne ci-devant Auvergne (1791-1794)
L'ordonnance du 1er janvier 1791 fait disparaître les diverses dénominations, et les corps d'infanterie ne sont désormais plus désignés que par le numéro du rang qu'ils occupaient entre eux. Ainsi, 101 régiments sont renommés. Les régiments sont toutefois largement désignés avec le terme ci-devant, comme 17e régiment d'infanterie ci-devant Auvergne.

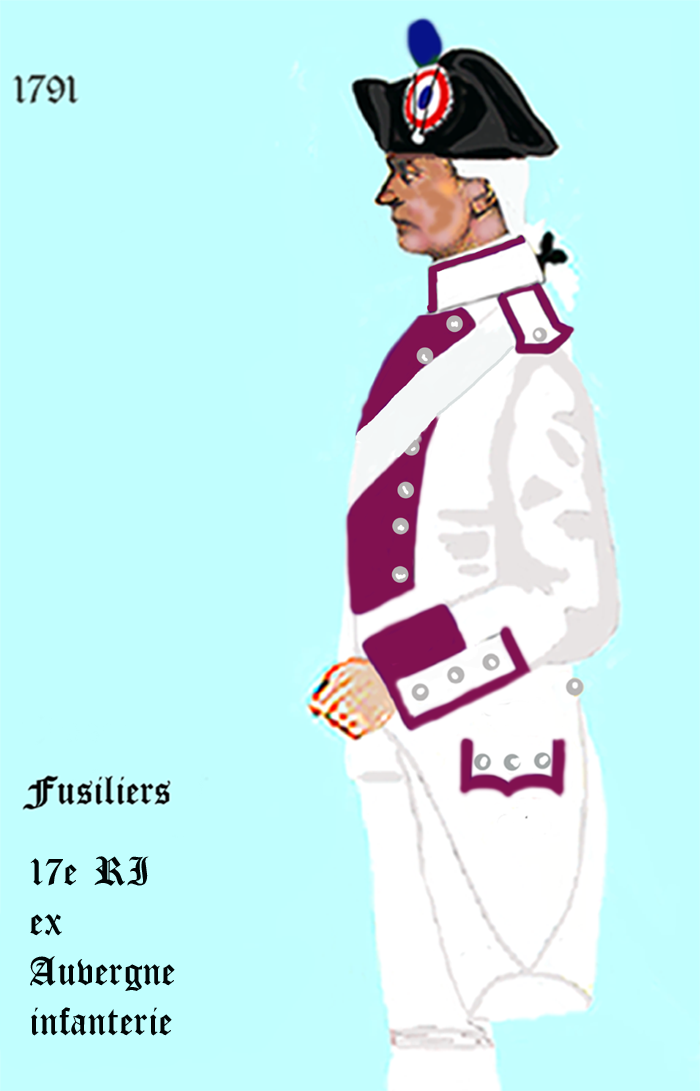
17e régiment d’infanterie de ligne de 1791 à 1792
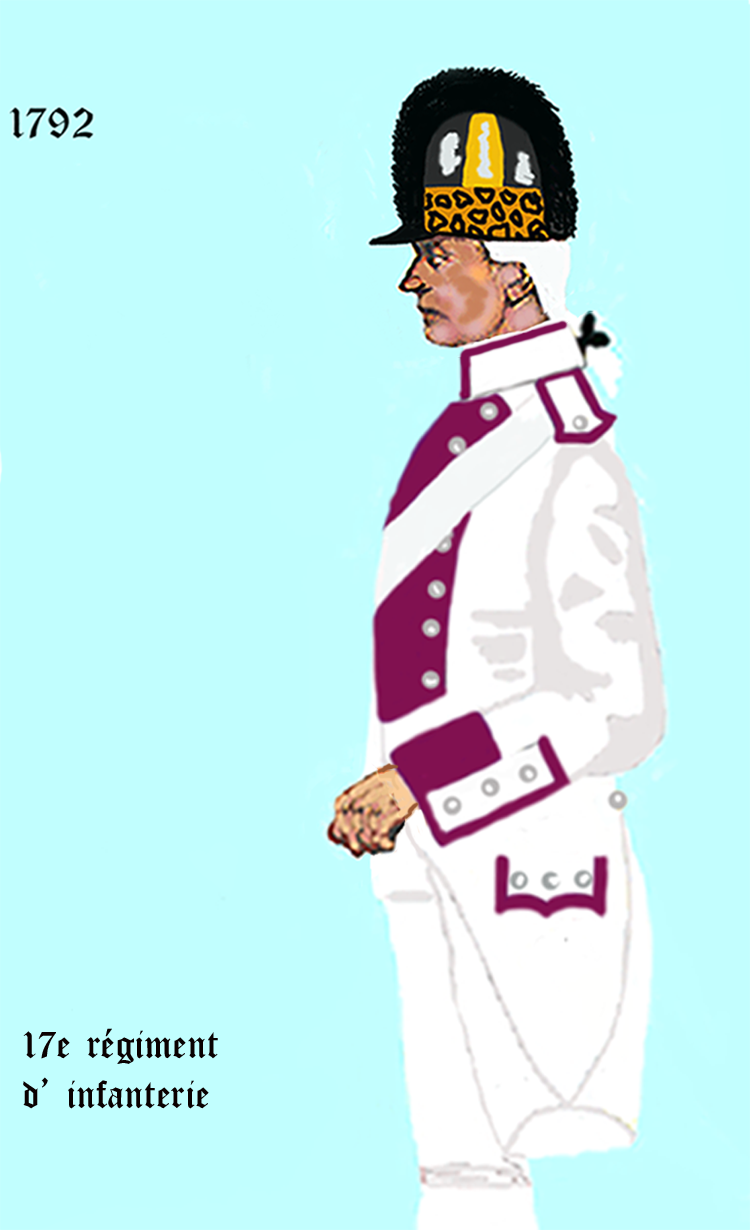
17e régiment d’infanterie de ligne de 1792 à 1794

#### Guerres de la Révolution française
Depuis 1791, les monarchies d'Europe assistent avec préoccupation à la Révolution française et ses bouleversements et se demandent s'ils doivent intervenir, soit pour aider Louis XVI, soit pour profiter du chaos en France.
Le 27 août 1792, Léopold II et le roi Frédéric-Guillaume II de Prusse, après avoir reçu en consultation des nobles émigrés français, publièrent la déclaration de Pillnitz qui déclarait l'intérêt des monarques d'Europe au bien-être de Louis XVI et de sa famille et menaçaient de vagues mais graves conséquences quiconque les agresserait.
L'Assemblée nationale législative déclara la guerre à l'Archiduché d'Autriche lors du vote du 20 avril 1792 après que le ministre des Affaires étrangères, Dumouriez, lui ait présenté une longue liste de griefs.
Alors que le gouvernement révolutionnaire levait frénétiquement des troupes fraîches et réorganisait ses armées, une armée alliée, essentiellement prussienne, commandée par Charles-Guillaume-Ferdinand, duc de Brunswick se rassembla à Coblence sur le Rhin.
En juillet, l'invasion commença et l'armée de Brunswick prit facilement les forteresses de Longwy et de Verdun.
En 1792, 1er bataillon et la compagnie de grenadiers du 2e se rendirent à l’armée du Nord, commandée par La Fayette.
Le reste du régiment est placé à Metz et fait partie de l'armée du centre sous Kellermann.
- Le 20 septembre 1792, les deux bataillons du 17e régiment d'infanterie se trouvent ainsi à la bataille de Valmy.

Après l'évacuation de la France par les Prussiens les deux bataillons du 17e régiment suivent Dumouriez en Belgique et combattent
- le 6 novembre 1792 à la bataille de Jemappes puis
- le 1er décembre 1792, rattaché à l'armée de la Moselle, le régiment effectue l'expédition de Trèves.

En 1793, le régiment est
- le 18 mars 1793 à la bataille de Neerwinden qui se termine par un désastre. Après la malheureuse issue de cette dernière journée, l’armée française se retire sur Kumtich et Pellenberg.
- Le 22 mars les impériaux lancent une attaque générale sur Pellenberg et Korbeek. Les grenadiers hongrois s'emparent de Bierbeek, qui couvre le front de la division Le Veneur. Ce dernier envoie alors "Auvergne" à la rescousse. Le régiment, avec le colonel Dumas[14] en tête, se précipite au pas de charge et à la baïonnette sur les Hongrois et les chasse de Bierbeek après leur avoir pris 2 canons et tué la moitié de leurs bataillons.
 Toutefois les troupes françaises, démoralisées par la défaite de Neerwinden évacuent la Belgique en direction de Valenciennes.
 Pendant cette retraite, Auvergne prend part à tous les petits combats d'arrière-garde livrés à Condé et Valenciennes et en particulier
- le 8 mai près de Raismes, où le 17e RI effectua une retraite, d'arrière-garde lente et bien ordonnée sous le feu des batteries autrichiennes.
- En 1793 et 1794, le 1er bataillon du 17e régiment d'infanterie de ligne ci-devant Auvergne continue de servir à l'armée du Nord et participe à la conquête de la Hollande en 1794.
  - Le 15 août 1794, le 1er bataillon est amalgamé avec le 10e bataillon de volontaires de Seine-et-Oise et le 2e bataillon de volontaires de la Nièvre pour former la 33e demi-brigade de première formation[61].
- En 1793 et 1794, le 2e bataillon du 17e régiment d'infanterie de ligne ci-devant Auvergne est à l'armée de Sambre-et-Meuse et participe à ses campagnes.
  - Le 26 avril 1794, le 2e bataillon est amalgamé avec le 3e bataillon de volontaires de la Meuse et le 4e bataillon de volontaires de la Moselle pour former la 34e demi-brigade de première formation[61].

Ainsi disparaît pour toujours le 17e régiment d'infanterie ci-devant Auvergne, partageant le sort de tous ces vieux régiments qui depuis deux siècles avaient défendu si intrépidement la patrie contre toutes les coalitions.

## Personnalités ayant servi au régiment
- Louis d'Assas
- Claude de Thomas de Labarthe Capitaine au régiment d'Auvergne de 1675 à 1680
- André Berthelot de Villeneuve
- Marie Pierre Isidore de Blanmont
- Joseph Blin
- Louis-Bonabes de Rougé des Rues Lieutenant à la compagnie colonelle du régiment d'Auvergne
- Charles-François Bourgeois
- Jacques-Antoine de Chambarlhac de Laubespin
- Louis Georges Érasme de Contades
- Jean Nicolas Duflot
- Emmanuel-Félicité de Durfort
- Louis-Philippe de Durfort
- Philippe Charles de La Fare
- Alexandre Louis de Fontbonne
- Jacques-Antoine-Hippolyte de Guibert
- Jacques III d'Hilaire de Jovyac
- Noël de Jourda
- Laurent Lafaurie de Montbadon
- Charles Honoré d'Albert de Luynes, duc de Chevreuse
- Mathieu Paul Louis de Montmorency-Laval
- André Poncet
- Rochambeau
- Jean de La Rochefoucauld-Bayers
- Claude-Anne de Rouvroy de Saint Simon
- Jean-Baptiste de Touchebœuf
- Jean de Spens d'Estignols, baron d'Estignols et Lagastet
- Jean Jacques Vital de Chambarlhac soldat le 1er mai 1769, puis caporal (1769), sergent (1769), sous-lieutenant (1770), général de brigade le 1er ventose an V sur le champ de bataille d'Arcole
- Guillaume de Vos

## Le régiment d’Auvergne à la bataille de Kloster Kampen
Le 15 octobre 1760 lors de la bataille de Kloster Kampen le régiment eut près de 800 hommes mis hors de combat, et 58 officiers tués ou blessés.
Les tués étaient :
Capitaines
- d'Assas, de Juignan, Saint-Firmin, de Roquade, d'Alba, de Saignard et de La Roche-Pancée.

Lieutenants
- Dupuy, Laugier

203 soldats
Les blessés étaient :
Colonel
- de Rochambeau commandant le régiment d'Auvergne

Lieutenant-colonel
- de La Bartelle[62]

Major
- Périchon

Aide-majors
- d'Haupré, et du Roure.

Capitaines
- Hostallier, de Liabel, d'Ollias, La Bune, Chambarlhac, Duquel, de Morgues, de Laval, de Regnerie, de Fontagnan, de Fatre, Chéry, Despans, de Barillac, La Ferté, Chaumouroux, de Sanhard de Sasselange, Malherbe, Saint-Victor.

26 lieutenants ou sous-lieutenants
512 soldats